# ライトノベルの漫画化作品一覧 (2010年代 後半)
ライトノベルの漫画化作品一覧 (2010年代 後半)（ライトノベルのまんがかさくひんいちらん (2010ねんだい こうはん)）は、2015年から2019年までに展開されたライトノベルの漫画化作品一覧。

## レーベル別の一覧
掲載の基準と、掲載の順については、ライトノベルの漫画化作品一覧を参照。出典は（例外を除き）作品が収録された書籍が刊行されているという出典であるが、それに加えて原作の未書籍化のみ別の理由の出典を要する（#原作の未書籍化参照）。なお例外とは、分業が多いウェブトゥーンにおける作画担当者の出典である。
掲載誌はスペースの関係上、もっとも最後に掲載された1雑誌のみを記載するものとする。ただし同内容の平行連載は両方記している。
原作と作画の担当者の項目の、「・」は共同制作者、「、」は担当者の交代を意図している。

### 集英社コバルト文庫
| 開始   | 作品                                          | 原作         | 作画     | 連載誌               |
| ------ | --------------------------------------------- | ------------ | -------- | -------------------- |
| 2018年 | 後宮錦華伝 予言された花嫁は極彩色の謎をほどく | はるおかりの | 桜乃みか | デジタルマーガレット |

### 角川スニーカー文庫
| 開始   | 作品                                                                                       | 原作           | 作画           | 連載誌                                                    |
| ------ | ------------------------------------------------------------------------------------------ | -------------- | -------------- | --------------------------------------------------------- |
| 2015年 | 魔装学園H×H                                                                                | 久慈マサムネ   | あやかわりく   | 月刊コンプエース                                          |
| 2016年 | この素晴らしい世界に爆焔を!                                                                | 暁なつめ       | 森野カスミ     | 月刊コミックアライブ                                      |
| 2016年 | 終末なにしてますか? 忙しいですか? 救ってもらっていいですか?                                | 枯野瑛         | せうかなめ     | 月刊コミックアライブ                                      |
| 2016年 | この素晴らしい世界に祝福を! かっぽれ!                                                      | 暁なつめ       | ずんだコロッケ | コミッククリア                                            |
| 2016年 | この素晴らしい世界に日常を!                                                                | 暁なつめ       | 染宮すずめ     | 月刊コミックアライブ                                      |
| 2017年 | サクラダリセット                                                                           | 河野裕         | 乃花タツ       | コミッククリア                                            |
| 2017年 | エクスタス・オンライン                                                                     | 久慈マサムネ   | 鬼八頭かかし   | 月刊ドラゴンエイジ                                        |
| 2017年 | 回復術士のやり直し                                                                         | 月夜涙         | 羽賀ソウケン   | ヤングエースUP                                            |
| 2017年 | フリーライフ 〜異世界何でも屋奮闘記〜                                                      | 気がつけば毛玉 | 森あいり       | 月刊少年エース                                            |
| 2017年 | スーパーカブ                                                                               | トネ・コーケン | 蟹丹           | コミックNewtype（カドコミ内）                             |
| 2018年 | 齢5000年の草食ドラゴン、いわれなき邪竜認定 〜やだこの生贄、人の話を聞いてくれない〜        | 榎本快晴       | ムロコウイチ   | 月刊ガンガンJOKER                                         |
| 2018年 | この素晴らしい世界に祝福を!エクストラ あの愚か者にも脚光を!                                | 昼熊・暁なつめ | 豚たま子       | 月刊少年エース                                            |
| 2018年 | ワンワン物語 〜金持ちの犬にしてとは言ったが、フェンリルにしろとは言ってねえ!〜             | 犬魔人         | 濃口kiki       | ComicWalker・異世界コミック（ニコニコ静画 (マンガ)内）    |
| 2018年 | この仮面の悪魔に相談を!                                                                    | 暁なつめ       | 染宮すずめ     | 月刊コミックアライブ                                      |
| 2018年 | 続・この素晴らしい世界に爆焔を!                                                            | 暁なつめ       | 森野カスミ     | 月刊コミックアライブ                                      |
| 2018年 | 戦闘員、派遣します!                                                                        | 暁なつめ       | 鬼麻正明       | 月刊コミックアライブ                                      |
| 2018年 | 真の仲間じゃないと勇者のパーティーを追い出されたので、辺境でスローライフすることにしました | ざっぽん       | 池野雅博       | 月刊少年エース                                            |
| 2018年 | 特殊性癖教室へようこそ                                                                     | 中西鼎         | 能呂やすとき   | ヤングエースUP                                            |
| 2018年 | 英雄の娘として生まれ変わった英雄は再び英雄を目指す                                         | 鏑木ハルカ     | 言寺あまね     | ComicWalker（ComicWalker・ニコニコ静画 (マンガ)内）       |
| 2018年 | ひげを剃る。そして女子高生を拾う。                                                         | しめさば       | 足立いまる     | 月刊少年エース                                            |
| 2018年 | 千剣の魔術師と呼ばれた剣士                                                                 | 高光晶         | 黒須恵麻       | 月刊ビッグガンガン                                        |
| 2019年 | 世界最高の暗殺者、異世界貴族に転生する                                                     | 月夜涙         | 皇ハマオ       | ヤングエースUP                                            |
| 2019年 | 日常ではさえないただのおっさん、本当は地上最強の戦神                                       | 相野仁         | 田口一         | ドラドラふらっと♭（ニコニコ静画 (マンガ)・ComicWalker内） |
| 2019年 | 継母の連れ子が元カノだった                                                                 | 紙城境介       | 草壁レイ       | ドラドラふらっと♭（ニコニコ静画 (マンガ)・カドコミ内）    |
| 2019年 | この世界で9番目ぐらいな俺、異世界人の監視役に駆り出されました                              | 東雲立風       | 青木ユウ       | comicブースト                                             |
| 2019年 | 落第賢者の学院無双 〜二度目の転生、Sランクチート魔術師冒険録〜                             | 白石新         | けんたろう     | マンガUP!                                                 |
| 2019年 | 中ボスさんレベル99、最強の部下たちとともに二周目突入!                                      | 猿渡かざみ     | 天瀬晴之       | 月刊コミック電撃大王                                      |
| 2019年 | ロードス島戦記 誓約の宝冠                                                                  | 水野良         | 鈴見敦         | 月刊少年エース                                            |
| 2019年 | 好感度が見えるようになったんだが、ヒロインがカンストしている件                             | 小牧亮介       | 大山樹奈       | ドラドラふらっと♭（ニコニコ静画 (マンガ)・ComicWalker内） |
| 2019年 | 年上エリート女騎士が僕の前でだけ可愛い                                                     | たかた         | 吉野宗助       | ヤングエースUP                                            |
| 2019年 | 最強出涸らし皇子の暗躍帝位争い                                                             | タンバ         | 天海雪乃       | ヤングエースUP                                            |

### 富士見ファンタジア文庫
| 開始   | 作品                                                                                 | 原作       | 作画                             | 連載誌                                                 |
| ------ | ------------------------------------------------------------------------------------ | ---------- | -------------------------------- | ------------------------------------------------------ |
| 2015年 | ロクでなし魔術講師と禁忌教典                                                         | 羊太郎     | 常深アオサ                       | 月刊少年エース                                         |
| 2015年 | 軍オタが魔法世界に転生したら、現代兵器で軍隊ハーレムを作っちゃいました!?             | 明鏡シスイ | 止田卓史                         | 月刊ドラゴンエイジ                                     |
| 2016年 | いづれ神話の放課後戦争                                                               | なめこ印   | しのはらしのめ                   | 月刊コミックアライブ                                   |
| 2016年 | グランクレスト戦記                                                                   | 水野良     | 四葉真                           | ヤングアニマル                                         |
| 2016年 | できそこないの魔獣錬磨師                                                             | 見波タクミ | YUI                              | 月刊コミックアライブ                                   |
| 2016年 | 魔法戦士リウイ                                                                       | 水野良     | 長谷川光司・小沢パンダ（脚本）   | コミッククリア                                         |
| 2016年 | 非オタの彼女が俺の持ってるエロゲに興味津々なんだが……                                 | 滝沢慧     | 草壁レイ                         | 月刊ドラゴンエイジ                                     |
| 2016年 | 冴えない彼女の育てかた Girls Side                                                    | 丸戸史明   | 守姫武士                         | 月刊ドラゴンエイジ                                     |
| 2016年 | スクラップド・プリンセス                                                             | 榊一郎     | 宗我部としのり                   | コミッククリア                                         |
| 2016年 | ゲーマーズ!                                                                          | 葵せきな   | 髙橋つばさ                       | 月刊少年エース                                         |
| 2017年 | アサシンズプライド                                                                   | 天城ケイ   | 加藤よし江                       | ウルトラジャンプ                                       |
| 2017年 | 通常攻撃が全体攻撃で二回攻撃のお母さんは好きですか?                                  | 井中だちま | 冥茶                             | ヤングエースUP                                         |
| 2017年 | 俺が好きなのは妹だけど妹じゃない                                                     | 恵比須清司 | 成田コウ                         | 月刊ドラゴンエイジ                                     |
| 2018年 | 豚公爵に転生したから、今度は君に好きと言いたい                                       | 合田拍子   | fujy                             | 月刊コミックアライブ                                   |
| 2018年 | 食べるだけでレベルアップ! 〜駄女神といっしょに異世界無双〜                           | kt60       | ラサハン                         | マンガがうがう                                         |
| 2018年 | キミと僕の最後の戦場、あるいは世界が始まる聖戦                                       | 細音啓     | okama                            | ヤングアニマル                                         |
| 2018年 | 異世界チートサバイバル飯                                                             | 赤石赫々   | 山田モジ美                       | 異世界コミック（カドコミ・ニコニコ静画 (マンガ)内）    |
| 2019年 | ラストラウンド・アーサーズ                                                           | 羊太郎     | ユズリハ・梅木泰祐（ネーム構成） | ヤングエース                                           |
| 2019年 | 放課後は、異世界喫茶でコーヒーを                                                     | 風見鶏     | 蔦屋空                           | 月刊コンプエース                                       |
| 2019年 | 史上最強の大魔王、村人Aに転生する                                                    | 下等妙人   | こぼたみすほ                     | 月刊ビッグガンガン                                     |
| 2019年 | 空手バカ異世界                                                                       | 輝井永澄   | D.P                              | COMIC Hu（カドコミ・ニコニコ静画 (マンガ)内）          |
| 2019年 | 魔王討伐したあと、目立ちたくないのでギルドマスターになった                           | 朱月十話   | ROHGUN                           | 月刊コミック電撃大王                                   |
| 2019年 | 公女殿下の家庭教師                                                                   | 七野りく   | 無糖党                           | 少年エースplus                                         |
| 2019年 | 神々に育てられしもの、最強となる                                                     | 羽田遼亮   | 九野十弥                         | 電撃コミックレグルス（カドコミ内）                     |
| 2019年 | 異世界でチート能力を手にした俺は、現実世界をも無双する〜レベルアップは人生を変えた〜 | 美紅       | 港川一臣                         | 電撃コミックレグルス（カドコミ内）                     |
| 2019年 | 転生賢者は娘と暮らす。                                                               | 琴平稜     | 宇崎うそ                         | ComicWalker・異世界コミック（ニコニコ静画 (マンガ)内） |
| 2019年 | ちょっぴりえっちな三姉妹でも、お嫁さんに してくれますか?                             | 浅岡旭     | 鹿もみじ                         | 月刊コミックアライブ                                   |
| 2019年 | 堕天の狗神 -SLASHDØG-                                                                | 石踏一榮   | きくらげ                         | 月刊コミックアライブ                                   |

### ジャンプ ジェイ ブックス
| 開始   | 作品                     | 原作     | 作画                       | 連載誌        |
| ------ | ------------------------ | -------- | -------------------------- | ------------- |
| 2019年 | おいしいコーヒーのいれ方 | 村山由佳 | 青沼裕貴・雀村アオ（構成） | 少年ジャンプ+ |

### 電撃文庫
| 開始   | 作品                                                                                         | 原作               | 作画                                             | 連載誌                                                            |
| ------ | -------------------------------------------------------------------------------------------- | ------------------ | ------------------------------------------------ | ----------------------------------------------------------------- |
| 2015年 | とある魔術のヘヴィーな座敷童が簡単な殺人妃の婚活事情                                         | 鎌池和馬           | 臥待始・西野リュウ（構成）                       | 月刊少年ガンガン                                                  |
| 2015年 | ヘヴィーオブジェクトA                                                                        | 鎌池和馬           | さいとー栄                                       | 電撃マオウ                                                        |
| 2015年 | 絶対ナル孤独者                                                                               | 川原礫             | 越水ナオキ                                       | 月刊コミック電撃大王                                              |
| 2015年 | 断章のグリム                                                                                 | 甲田学人           | 松坂ユタカ                                       | 画楽ノ杜                                                          |
| 2015年 | バッカーノ!                                                                                  | 成田良悟           | 藤本新太                                         | ヤングガンガン                                                    |
| 2015年 | ゼロから始める魔法の書 なの!                                                                 | 虎走かける         | 安岳                                             | 電撃マオウ                                                        |
| 2015年 | ソードアート・オンライン オルタナティブ ガンゲイル・オンライン                               | 時雨沢恵一・川原礫 | たもりただぢ                                     | 電撃マオウ                                                        |
| 2015年 | とある偶像の一方通行さま                                                                     | 鎌池和馬           | 舘津テト                                         | 月刊コミック電撃大王                                              |
| 2015年 | 青春ブタ野郎はバニーガール先輩の夢を見ない                                                   | 鴨志田一           | 七宮つぐ実                                       | 電撃G'sコミック                                                   |
| 2015年 | 魔法科高校の劣等生 来訪者編                                                                  | 佐島勤             | マジコ!                                          | 月刊Gファンタジー                                                 |
| 2016年 | 安達としまむら                                                                               | 入間人間           | まに                                             | ガンガンONLINE                                                    |
| 2016年 | ソードアート・オンライン プロジェクト・アリシゼーション                                      | 川原礫             | 山田孝太郎                                       | 電撃文庫MAGAZINE                                                  |
| 2016年 | ストライク・ザ・ブラッド こちら彩海学園中等部                                                | 三雲岳斗           | あかりりゅりゅ羽                                 | 電撃文庫MAGAZINE                                                  |
| 2016年 | 魔法科高校の劣等生 ダブルセブン編                                                            | 佐島勤             | きたうみつな・林ふみの（構成）・長岡千秋（構成） | 月刊Gファンタジー                                                 |
| 2016年 | ソードアート・オンライン ホロウ・リアリゼーション                                            | 川原礫             | 緋呂河とも                                       | 電撃マオウ                                                        |
| 2016年 | ソードアート・オンライン キリトの千夜一夜物語                                                | 川原礫             | 黒毛和牛                                         | ソードアート・オンライン マガジン                                 |
| 2016年 | いでおろーぐ!                                                                                | 椎田十三           | 祭唄                                             | 電撃マオウ                                                        |
| 2016年 | エルフ嫁と始める異世界領主生活                                                               | 鷲宮だいじん       | 三木秋良                                         | 月刊コミックアライブ                                              |
| 2016年 | 魔法科高校の劣等生 夏休み編                                                                  | 佐島勤             | 柚木N'                                           | 月刊コミック電撃大王                                              |
| 2017年 | 俺を好きなのはお前だけかよ                                                                   | 駱駝               | 伊島ユウ                                         | 少年ジャンプ+                                                     |
| 2017年 | キノの旅 the Beautiful World                                                                 | 時雨沢恵一         | シオミヤイルカ                                   | 少年マガジンエッジ                                                |
| 2017年 | ソードアート・オンライン オーディナル・スケール                                              | 川原礫             | IsII                                             | WEBデンプレコミック（ComicWalker内）                              |
| 2017年 | とある科学の超電磁砲 外伝 アストラル・バディ                                                 | 鎌池和馬           | 乃木康仁                                         | 月刊コミック電撃大王                                              |
| 2017年 | キノの旅 the Beautiful World                                                                 | 時雨沢恵一         | 郷                                               | 月刊コミック電撃大王                                              |
| 2017年 | 魔法科高校の劣等生 星を呼ぶ少女                                                              | 佐島勤             | ピナケス                                         | 月刊コミック電撃大王                                              |
| 2017年 | 電脳戦機バーチャロン×とある魔術の禁書目録 とある魔術の電脳戦機                               | 鎌池和馬           | ひびぽん・涼風涼（コミック構成）                 | 月刊デンプレコミック                                              |
| 2018年 | ソードアート・オンライン キリトの千夜一夜騒動                                                | 川原礫             | 黒毛和牛                                         | ソードアート・オンライン マガジン                                 |
| 2018年 | 86-エイティシックス-                                                                         | 安里アサト         | 吉原基貴                                         | ヤングガンガン                                                    |
| 2018年 | 賭博師は祈らない                                                                             | 周藤蓮             | えかきびと                                       | ComicWalker（ComicWalker・ニコニコ静画 (マンガ)内）               |
| 2018年 | 青春ブタ野郎はプチデビル後輩の夢を見ない                                                     | 鴨志田一           | 浅草九十九                                       | 電撃G'sコミック                                                   |
| 2018年 | 魔法科高校の劣等生 会長選挙編                                                                | 佐島勤             | 柚木N'                                           | 月刊コミック電撃大王                                              |
| 2018年 | ソードアート・オンライン プログレッシブ 泡影のバルカローレ                                   | 川原礫             | 三吉汐美                                         | 電撃G'sコミック                                                   |
| 2018年 | 夜明けのブギーポップ                                                                         | 上遠野浩平         | カワバタヨシヒロ                                 | 電撃G'sコミック                                                   |
| 2018年 | ブギーポップは笑わない VSイマジネーター                                                      | 上遠野浩平         | 越水ナオキ                                       | 月刊コミック電撃大王                                              |
| 2018年 | 魔王学院の不適合者 〜史上最強の魔王の始祖、転生して子孫たちの学校へ通う〜                    | 秋                 | かやはるか                                       | マンガUP!                                                         |
| 2018年 | エロマンガ先生 山田エルフ大先生の恋する純真ごはん                                            | 伏見つかさ         | 優木すず                                         | 月刊コミック電撃大王                                              |
| 2018年 | ガーリー・エアフォース                                                                       | 夏海公司           | 瀬口たかひろ                                     | 月刊少年エース                                                    |
| 2018年 | Hello,Hello and Hello                                                                        | 葉月文             | テルヤ                                           | 月刊コミック電撃大王                                              |
| 2019年 | 魔法科高校の劣等生 スティープルチェース編                                                    | 佐島勤             | 蒼和伸                                           | 月刊コミック電撃大王                                              |
| 2019年 | 魔法科高校の劣等生 古都内乱編                                                                | 佐島勤             | 柚木N'                                           | 月刊コミック電撃大王                                              |
| 2019年 | 三角の距離は限りないゼロ                                                                     | 岬鷺宮             | 森野カスミ                                       | 月刊コミックアライブ                                              |
| 2019年 | 錆喰いビスコ                                                                                 | 瘤久保慎司         | 高橋佑輔                                         | マンガUP!                                                         |
| 2019年 | 七つの魔剣が支配する                                                                         | 宇野朴人           | えすのサカエ                                     | 月刊少年エース                                                    |
| 2019年 | 魔法科高校の劣等生 司波達也暗殺計画                                                          | 佐島勤             | 一乃ゆゆ                                         | 月刊コミックアライブ                                              |
| 2019年 | 鏡のむこうの最果て図書館 光の勇者と偽りの魔王                                                | 冬月いろり         | 三登いつき                                       | 月刊コミックアライブ                                              |
| 2019年 | 安達としまむら                                                                               | 入間人間           | 柚原もけ                                         | 月刊コミック電撃大王                                              |
| 2019年 | 新説 狼と香辛料 狼と羊皮紙                                                                   | 支倉凍砂           | 日鳥                                             | 電撃マオウ                                                        |
| 2019年 | リベリオ・マキナ                                                                             | ミサキナギ         | 舘津テト                                         | 月刊コミック電撃大王                                              |
| 2019年 | 数字で救う!弱小国家 電卓で戦争する方法を求めよ。ただし敵は剣と火薬で武装しているものとする。 | 長田信織           | えかきびと                                       | 月刊コミックアライブ                                              |
| 2019年 | 乃木坂明日夏の秘密                                                                           | 五十嵐雄策         | ハレノチアメ                                     | 月刊コミックアライブ                                              |
| 2019年 | とある科学の未元物質                                                                         | 鎌池和馬           | 如月南極                                         | とあるマガジン                                                    |
| 2019年 | はたらく魔王さまのメシ!                                                                      | 和ヶ原聡司         | さだうおじ                                       | 電撃萌王（ComicWalker内）・ComicWalker（ニコニコ静画 (マンガ)内） |
| 2019年 | ソードアート・オンライン キス・アンド・フライ                                                | 川原礫             | べっこうリコ                                     | 月刊コミック電撃大王                                              |
| 2019年 | 昔勇者で今は骨                                                                               | 佐伯庸介           | 内々けやき                                       | COMICリュウWEB                                                    |
| 2019年 | 幼なじみが絶対に負けないラブコメ                                                             | 二丸修一           | 井冬良                                           | 月刊コミックアライブ                                              |
| 2019年 | 魔法科高校の劣等生 四葉継承編                                                                | 佐島勤             | きたうみつな・林ふみの（構成）・長岡千秋（構成） | 月刊Gファンタジー                                                 |
| 2019年 | ソードアート・オンライン アリシゼーション リコリス                                           | 川原礫             | 緋呂河とも                                       | 月刊デンプレコミック                                              |

### ファミ通文庫
| 開始   | 作品                                                                                        | 原作               | 作画                           | 連載誌                                                 |
| ------ | ------------------------------------------------------------------------------------------- | ------------------ | ------------------------------ | ------------------------------------------------------ |
| 2015年 | 覇剣の皇姫アルティーナ                                                                      | むらさきゆきや     | 青峰翼・鉤虫（構成）           | ファミ通コミッククリア                                 |
| 2016年 | 賢者の孫                                                                                    | 吉岡剛             | 緒方俊輔                       | ヤングエースUP                                         |
| 2017年 | 異世界ですが魔物栽培しています。                                                            | 雪月花             | 蕨野くげ子                     | ComicWalker・異世界コミック（ニコニコ静画 (マンガ)内） |
| 2017年 | 幻獣調査員                                                                                  | 綾里けいし         | 星野倖一郎                     | コミッククリア                                         |
| 2017年 | 異世界建国記                                                                                | 桜木桜             | KOIZUMI                        | ヤングエースUP                                         |
| 2017年 | 佐伯さんと、ひとつ屋根の下 I'll have Sherbet!                                               | 九曜               | 古川五勢                       | コミッククリア                                         |
| 2018年 | 賢者の孫 Extra Story                                                                        | 吉岡剛             | 清水ケイスケ                   | ヤングエースUP                                         |
| 2018年 | 魔法使いで引きこもり?                                                                       | 小鳥屋エム         | YUI                            | 月刊コミックアライブ                                   |
| 2018年 | 誰が喚んだの!? 〜異世界とゲーム作りとリクルート召喚〜                                       | 木緒なち&KOMEGAMES | 神無月羽兎                     | 月刊コミックアライブ                                   |
| 2018年 | VRエロゲーやってたら異世界に転生したので、美少女魔王を奴隷化する 〜クロスアウト・セイバー〜 | 仁科朝丸           | TAKTO                          | コミックヴァルキリーWeb版                              |
| 2018年 | 魔術学院を首席で卒業した俺が冒険者を始めるのはそんなにおかしいだろうか                      | いかぽん           | 有馬明香                       | 異世界コミック（カドコミ・ニコニコ静画 (マンガ)内）    |
| 2018年 | こちらラスボス魔王城前「教会」                                                              | 原雷火             | 杉町のこ・涼風涼(コミック構成) | WEBデンプレコミック（ComicWalker内）                   |
| 2018年 | 航宙軍士官、冒険者になる                                                                    | 伊藤暖彦           | たくま朋正                     | 電撃コミックレグルス（カドコミ内）                     |
| 2018年 | ちびっこ賢者、Lv.1から異世界でがんばります!                                                 | 彩戸ゆめ           | みさき樹里                     | 電撃コミックレグルス（カドコミ内）                     |
| 2019年 | 賢者の孫SP                                                                                  | 吉岡剛             | 西沢秀二                       | ヤングエースUP                                         |
| 2019年 | リアデイルの大地にて                                                                        | Ceez               | 月見だしお・涼風涼（構成）     | 電撃コミックレグルス（カドコミ内）                     |
| 2019年 | 針子の乙女                                                                                  | ゼロキ             | 雪村ゆに                       | ヤングエースUP                                         |
| 2019年 | 賢者の孫SS                                                                                  | 吉岡剛             | 石井たくま                     | ヤングエースUP                                         |
| 2019年 | 三大陸英雄記                                                                                | 桜木桜             | 神谷ユウ                       | ヤングエースUP                                         |

### 角川ビーンズ文庫
| 開始   | 作品                                                                                         | 原作       | 作画                     | 連載誌                                               |
| ------ | -------------------------------------------------------------------------------------------- | ---------- | ------------------------ | ---------------------------------------------------- |
| 2016年 | 春日坂高校漫画研究部                                                                         | あずまの章 | 島陰涙亜                 | 月刊コミックジーン                                   |
| 2017年 | 一華後宮料理帖                                                                               | 三川みり   | まつばら咲               | マンガPark                                           |
| 2018年 | レディローズは平民になりたい                                                                 | こおりあめ | 木与瀬ゆら               | FLOSコミック（ComicWalker・ニコニコ静画 (マンガ)内） |
| 2018年 | アルバート家の令嬢は没落をご所望です                                                         | さき       | 彩月つかさ               | B's-LOG COMIC                                        |
| 2018年 | 悪役令嬢なのでラスボスを飼ってみました                                                       | 永瀬さらさ | 柚アンコ                 | 月刊コンプエース                                     |
| 2019年 | 春霞瑞獣伝 後宮にもふもふは必要ですか?                                                       | 九江桜     | 久世みずき               | プリンセス・パレス                                   |
| 2019年 | 華耀後宮の花嫁                                                                               | 山崎里佳   | 藤野ポチョムキン         | プチプリンセス                                       |
| 2019年 | 異世界に救世主として喚ばれましたが、アラサーには無理なので、ひっそりブックカフェ始めました。 | 和泉杏花   | 桜田霊子・近江谷（構成） | マンガワン                                           |
| 2019年 | 「職業：事務」の異世界転職! 〜冴えない推しキャラを最強にします〜                             | ゆちば     | 藤松盟                   | マンガワン                                           |
| 2019年 | 悪役令嬢? いいえ、極悪令嬢ですわ                                                             | 浅名ゆうな | 斯波浅人                 | ヤングエースUP                                       |
| 2019年 | 後宮香妃物語                                                                                 | 伊藤たつき | 橘ミズキ                 | 月刊プリンセス                                       |

### MF文庫J
| 開始   | 作品                                                                         | 原作                       | 作画                       | 連載誌                                                    |
| ------ | ---------------------------------------------------------------------------- | -------------------------- | -------------------------- | --------------------------------------------------------- |
| 2015年 | ノーゲーム・ノーライフ、です!                                                | 榎宮祐                     | ユイザキカズヤ             | 月刊コミックアライブ                                      |
| 2015年 | Re:ゼロから始める異世界生活 第三章 Truth of Zero                             | 長月達平                   | マツセダイチ               | 月刊コミックアライブ                                      |
| 2015年 | 女騎士さん、ジャスコ行こうよ                                                 | 伊藤ヒロ                   | 888                        | 月刊コミックアライブ                                      |
| 2015年 | 世界の終わりの世界録                                                         | 細音啓                     | 雨水龍                     | 月刊コミックアライブ                                      |
| 2016年 | ようこそ実力至上主義の教室へ                                                 | 衣笠彰梧                   | 一乃ゆゆ                   | 月刊コミックアライブ                                      |
| 2016年 | クソゲー・オンライン（仮）                                                   | つちせ八十八               | 東雲太郎                   | ヤングアニマル嵐                                          |
| 2017年 | 異世界拷問姫                                                                 | 綾里けいし                 | 倭ヒナ                     | ComicWalker・異世界コミック（ニコニコ静画 (マンガ)内）    |
| 2017年 | 異世界温泉に転生した俺の効能がとんでもすぎる                                 | 七烏未奏                   | 森あいり                   | ComicWalker・異世界コミック（ニコニコ静画 (マンガ)内）    |
| 2017年 | ようこそ実力至上主義の教室へ √堀北                                           | 衣笠彰梧                   | サカガキ                   | 月刊コミックアライブ                                      |
| 2017年 | 可愛ければ変態でも好きになってくれますか?                                    | 花間燈                     | CHuN                       | 月刊ドラゴンエイジ                                        |
| 2018年 | 14歳とイラストレーター                                                       | むらさきゆきや・溝口ケージ | Kamelie                    | サイコミ                                                  |
| 2018年 | なぜ僕の世界を誰も覚えていないのか?                                          | 細音啓                     | ありかん                   | 月刊コミックアライブ                                      |
| 2018年 | 自称Fランクのお兄さまがゲームで評価される学園の頂点に君臨するそうですよ?     | 三河ごーすと               | sorani                     | 月刊コミックアライブ                                      |
| 2018年 | 今日から俺はロリのヒモ!                                                      | 暁雪                       | へんりいだ                 | ヤングチャンピオン烈                                      |
| 2018年 | てのひら開拓村で異世界建国記〜増えてく嫁たちとのんびり無人島ライフ〜         | 星崎崑                     | ヤツタガナクト             | 異世界コミック（カドコミ・ニコニコ静画 (マンガ)内）       |
| 2018年 | 大国チートなら異世界征服も楽勝ですよ?                                        | 櫂末高彰                   | 八月明久                   | ComicWalker・異世界コミック（ニコニコ静画 (マンガ)内）    |
| 2018年 | 教え子に脅迫されるのは犯罪ですか?                                            | さがら総                   | かわせみまきこ             | 月刊コミックアライブ                                      |
| 2018年 | チアーズ!                                                                    | 赤松中学                   | せうかなめ                 | 月刊コミックアライブ                                      |
| 2018年 | ぼくたちのリメイク                                                           | 木緒なち                   | 閃凡人                     | マガジンポケット                                          |
| 2018年 | 剣鬼恋歌 〜Re:ゼロから始める異世界生活†真銘譚〜                              | 長月達平                   | 野崎つばた                 | 月刊コミックアライブ                                      |
| 2019年 | 心理学で異世界ハーレム建国記                                                 | ゆうきゆう                 | とんぷう                   | マンガUP!                                                 |
| 2019年 | エイルン・ラストコード                                                       | 東龍乃助                   | みことあけみ               | 月刊コンプエース                                          |
| 2019年 | 理想の娘なら世界最強でも可愛がってくれますか?                                | 三河ごーすと               | マッハダイ                 | 少年エースplus（ComicWalker・ニコニコ静画 (マンガ)内）    |
| 2019年 | 西野 〜学内カースト最下位にして異能世界最強の少年〜                          | ぶんころり                 | しのはらしのめ             | 月刊コミックアライブ                                      |
| 2019年 | 僕のカノジョ先生                                                             | 鏡遊                       | 孟倫&星河蟹                | ドラドラふらっと♭（ニコニコ静画 (マンガ)・カドコミ内）    |
| 2019年 | 可愛ければ変態でも好きになってくれますか? アブノーマルハーレム               | 花間燈                     | kanbe                      | ハレム                                                    |
| 2019年 | ライアー・ライアー                                                           | 久追遥希                   | 幸奈ふな                   | 月刊コミックアライブ                                      |
| 2019年 | スコップ無双 「スコップ波動砲!」( ｀・ω・´)♂〓〓〓〓★(゜Д ゜ ;;;).:∴ドゴォォ | つちせ八十八               | 福原蓮士                   | ドラドラふらっと♭（ニコニコ静画 (マンガ)・ComicWalker内） |
| 2019年 | Re:ゼロから始める 異世界生活 第四章 聖域と強欲の魔女                         | 長月達平                   | 花鶏ハルノ・相川有（構成） | 月刊コミックアライブ                                      |
| 2019年 | 朝比奈若葉と○○な彼氏                                                         | 間孝史                     | ヒゲ                       | 月刊ビッグガンガン                                        |
| 2019年 | 聖剣学院の魔剣使い                                                           | 志瑞祐                     | 蛍幻飛鳥                   | 月刊少年エース                                            |
| 2019年 | 神童勇者とメイドおねえさん                                                   | 望公太                     | 上杉響士郎                 | 月刊コミックアライブ                                      |
| 2019年 | アキトはカードを引くようです                                                 | 川田両悟                   | 浅草九十九                 | 月刊コミックアライブ                                      |

### アルファポリス（単行本）
| 開始   | 作品                                                                                      | 原作           | 作画           | 連載誌                       |
| ------ | ----------------------------------------------------------------------------------------- | -------------- | -------------- | ---------------------------- |
| 2015年 | スピリット･マイグレーション                                                               | ヘロー天気     | 茜虎徹         | アルファポリス-電網浮遊都市- |
| 2015年 | ゲート 帝国の薔薇騎士団 ピニャ・コ・ラーダ14歳                                            | 柳内たくみ     | 志連ユキ枝     | アルファポリス-電網浮遊都市- |
| 2015年 | ゲート featuring The Starry Heavens                                                       | 柳内たくみ     | 阿倍野ちゃこ   | アルファポリス-電網浮遊都市- |
| 2015年 | めい☆コン                                                                                 | 柳内たくみ     | 智             | アルファポリス-電網浮遊都市- |
| 2015年 | 地方騎士ハンスの受難                                                                      | アマラ         | 華尾ス太郎     | アルファポリス-電網浮遊都市- |
| 2015年 | 異世界転生騒動記                                                                          | 高見梁川       | ほのじ         | アルファポリス-電網浮遊都市- |
| 2015年 | 月が導く異世界道中                                                                        | あずみ圭       | 木野コトラ     | アルファポリス-電網浮遊都市- |
| 2015年 | 左遷も悪くない                                                                            | 霧島まるは     | 琥狗ハヤテ     | アルファポリス-電網浮遊都市- |
| 2015年 | 転生しちゃったよ（いや、ごめん）                                                          | ヘッドホン侍   | やとやにわ     | アルファポリス-電網浮遊都市- |
| 2015年 | Bグループの少年X                                                                          | 櫻井春輝       | 梵辛           | アルファポリス-電網浮遊都市- |
| 2015年 | 効率厨魔導師、第二の人生で魔導を極める                                                    | 謙虚なサークル | 浅川圭司       | アルファポリス-電網浮遊都市- |
| 2015年 | 黒の創造召喚師                                                                            | 幾威空         | たくま朋正     | アルファポリス-電網浮遊都市- |
| 2015年 | さようなら竜生、こんにちは人生                                                            | 永島ひろあき   | くろの         | アルファポリス-電網浮遊都市- |
| 2016年 | のんびりVRMMO記                                                                           | まぐろ猫@恢猫  | 山鳥おふう     | アルファポリス-電網浮遊都市- |
| 2016年 | 異世界を制御魔法で切り開け!                                                               | 佐竹アキノリ   | 藤沢真行       | アルファポリス-電網浮遊都市- |
| 2016年 | 魔拳のデイドリーマー                                                                      | 西和尚         | 村松麻由       | アルファポリス-電網浮遊都市- |
| 2016年 | 獣医さんのお仕事 in異世界                                                                 | 蒼空チョコ     | hu-ko          | アルファポリス-電網浮遊都市- |
| 2016年 | 平兵士は過去を夢見る                                                                      | 丘野優         | 鈴木イゾ       | アルファポリス-電網浮遊都市- |
| 2016年 | ダンジョンシーカー                                                                        | サカモト666    | 水清十朗       | アルファポリス-電網浮遊都市- |
| 2016年 | 邪竜転生                                                                                  | 瀬戸メグル     | 橋本ユウシ     | アルファポリス-電網浮遊都市- |
| 2017年 | ヤンキーは異世界で精霊に愛されます。                                                      | 黒井へいほ     | 佐々木あかね   | アルファポリス-電網浮遊都市- |
| 2017年 | アルゲートオンライン                                                                      | 桐野紡         | 玲衣           | アルファポリス-電網浮遊都市- |
| 2017年 | アルマディアノス英雄伝                                                                    | 高見梁川       | 佐藤夕子       | アルファポリス-電網浮遊都市- |
| 2017年 | 黒の創造召喚師-転生者の叛逆-                                                              | 幾威空         | 宇河弘樹       | アルファポリス-電網浮遊都市- |
| 2017年 | 最強の職業は勇者でも賢者でもなく鑑定士（仮）らしいですよ?                                 | あてきち       | 武田充司       | アルファポリス-電網浮遊都市- |
| 2017年 | 素材採取家の異世界旅行記                                                                  | 木乃子増緒     | ともぞ         | アルファポリス-電網浮遊都市- |
| 2017年 | 異世界に飛ばされたおっさんは何処へ行く?                                                   | シ･ガレット    | ひらぶき雅浩   | アルファポリス-電網浮遊都市- |
| 2018年 | 転生王子はダラけたい                                                                      | 朝比奈和       | 堀代ししゃも   | アルファポリス-電網浮遊都市- |
| 2018年 | 異世界ゆるり紀行 〜子育てしながら冒険者します〜                                           | 水無月静琉     | みずなともみ   | アルファポリス-電網浮遊都市- |
| 2018年 | じい様が行く                                                                              | 蛍石           | 彩乃浦助       | アルファポリス-電網浮遊都市- |
| 2018年 | 元構造解析研究者の異世界冒険譚                                                            | 犬社護         | 桐沢十三       | アルファポリス-電網浮遊都市- |
| 2018年 | いずれ最強の錬金術師?                                                                     | 小狐丸         | ささかまたろう | アルファポリス-電網浮遊都市- |
| 2019年 | 超越者となったおっさんはマイペースに異世界を散策する                                      | 神尾優         | 石田総司       | アルファポリス-電網浮遊都市- |
| 2019年 | もふもふと異世界でスローライフを目指します!                                               | カナデ         | 寺田イサザ     | アルファポリス-電網浮遊都市- |
| 2019年 | 追い出された万能職に新しい人生が始まりました                                              | 東堂大稀       | 宇崎鷹丸       | アルファポリス-電網浮遊都市- |
| 2019年 | 神様に加護2人分貰いました                                                                 | 琳太           | 吉祥寺笑       | アルファポリス-電網浮遊都市- |
| 2019年 | 神に愛された子                                                                            | 鈴木カタル     | 氷野広真       | アルファポリス-電網浮遊都市- |
| 2019年 | 装備製作系チートで異世界を自由に生きていきます                                            | tera           | 満月シオン     | アルファポリス-電網浮遊都市- |
| 2019年 | 不遇職とバカにされましたが、実際はそれほど悪くありません?                                 | カタナヅキ     | 南条アキマサ   | アルファポリス-電網浮遊都市- |
| 2019年 | 初期スキルが便利すぎて異世界生活が楽しすぎる!                                             | 霜月雹花       | サマハラ       | アルファポリス-電網浮遊都市- |
| 2019年 | 勘違いの工房主〜英雄パーティの元雑用係が、実は戦闘以外がSSSランクだったというよくある話〜 | 時野洋輔       | 古川奈春       | アルファポリス-電網浮遊都市- |
| 2019年 | 前世は剣帝。今生クズ王子                                                                  | アルト         | 早神あたか     | アルファポリス-電網浮遊都市- |

### GA文庫
| 開始   | 作品                                                                                  | 原作         | 作画                       | 連載誌                                                              |
| ------ | ------------------------------------------------------------------------------------- | ------------ | -------------------------- | ------------------------------------------------------------------- |
| 2015年 | りゅうおうのおしごと!                                                                 | 白鳥士郎     | こげたおこげ               | ヤングガンガン                                                      |
| 2016年 | ハンドレッド Radiant Red Rose                                                         | 箕崎准       | おおのいも                 | 月刊ComicREX                                                        |
| 2016年 | 超人高校生たちは異世界でも余裕で生き抜くようです!                                     | 海空りく     | 山田こたろ                 | ヤングガンガン                                                      |
| 2016年 | ゴブリンスレイヤー                                                                    | 蝸牛くも     | 黒瀬浩介                   | 月刊ビッグガンガン                                                  |
| 2016年 | 現実の彼女はいりません!                                                               | 田尾典丈     | 三雲ジョージ               | ヤングガンガン                                                      |
| 2017年 | ダンジョンに出会いを求めるのは間違っているだろうか ファミリアクロニクル episodeリュー | 大森藤ノ     | 桃山ひなせ                 | ガンガンONLINE                                                      |
| 2017年 | 29とJK                                                                                | 裕時悠示     | 加藤かきと・渡辺樹（構成） | ガンガンONLINE                                                      |
| 2017年 | ゴブリンスレイヤー外伝：イヤーワン                                                    | 蝸牛くも     | 栄田健人                   | ヤングガンガン                                                      |
| 2017年 | たとえばラストダンジョン前の村の少年が序盤の街で暮らすような物語                      | サトウとシオ | 臥待始                     | ガンガンONLINE                                                      |
| 2018年 | 我が驍勇にふるえよ天地〜アレクシス帝国興隆記〜                                        | あわむら赤光 | 佐藤勇                     | マンガUP!                                                           |
| 2018年 | ゴブリンスレイヤー：ブランニュー・デイ                                                | 蝸牛くも     | 池野雅博                   | 月刊ビッグガンガン                                                  |
| 2018年 | くじ引き特賞:無双ハーレム権                                                           | 三木なずな   | 長谷見亮                   | 水曜日はまったりダッシュエックスコミック（ニコニコ静画 (マンガ)内） |
| 2019年 | ちょっぴり年上でも彼女にしてくれますか?                                               | 望公太       | 浦稀えんや                 | マンガUP!                                                           |
| 2019年 | 高2にタイムリープした俺が、当時好きだった先生に告った結果                             | ケンノジ     | 松元こみかん               | マンガUP!                                                           |
| 2019年 | その劣等騎士、レベル999                                                               | 白石新       | 山﨑千裕                   | マンガUP!                                                           |
| 2019年 | 暗黒騎士の俺ですが最強の聖騎士をめざします                                            | 西島ふみかる | 白縫餡                     | マンガUP!                                                           |
| 2019年 | そうだ、売国しよう〜天才王子の赤字国家再生術〜                                        | 鳥羽徹       | えむだ                     | マンガUP!                                                           |
| 2019年 | 友達の妹が俺にだけウザい                                                              | 三河ごーすと | 平岡平                     | マンガUP!                                                           |
| 2019年 | ダンジョンに出会いを求めるのは間違っているだろうかII                                  | 大森藤ノ     | 矢町大成                   | ヤングガンガン                                                      |
| 2019年 | 【配信中】女神チャンネル! え、これ売名ですの!?                                        | 徳山銀次郎   | 近江のこ                   | 月刊ビッグガンガン                                                  |

### HJ文庫
| 開始   | 作品                                                           | 原作           | 作画           | 連載誌                  |
| ------ | -------------------------------------------------------------- | -------------- | -------------- | ----------------------- |
| 2015年 | 百錬の覇王と聖約の戦乙女                                       | 鷹山誠一       | chany          | コミックファイア        |
| 2015年 | 前略。ねこと天使と同居はじめました。                           | 緋月薙         | 洪育府         | 龍少年※台湾の少年漫画誌 |
| 2015年 | 高1ですが異世界で城主はじめました                              | 鏡裕之         | 神吉李花       | コミックファイア        |
| 2016年 | ＜Infinite Dendrogram＞-インフィニット・デンドログラム-        | 海道左近       | 今井神         | コミックファイア        |
| 2017年 | 精霊幻想記                                                     | 北山結莉       | みなづきふたご | コミックファイア        |
| 2017年 | 最強魔法師の隠遁計画                                           | イズシロ       | うおぬまゆう   | コミックファイア        |
| 2017年 | 魔術破りのリベンジ・マギア                                     | 子子子子子子子 | 宮社惣恭       | コミックファイア        |
| 2018年 | 魔王の俺が奴隷エルフを嫁にしたんだが、どう愛でればいい?        | 手島史詞       | 板垣ハコ       | コミックファイア        |
| 2018年 | 常敗将軍、また敗れる                                           | 北条新九郎     | 渡辺つよし     | コミックファイア        |
| 2019年 | クロウ・レコード ＜Infinite Dendrogram Aot＞                   | 海道左近       | La-na          | 月刊コミックアライブ    |
| 2019年 | 聖なる騎士の暗黒道                                             | 坂石遊作       | イチフジニタカ | コミックファイア        |
| 2019年 | 英雄王、武を極めるため転生す 〜そして、世界最強の見習い騎士♀〜 | ハヤケン       | くろむら基人   | コミックファイア        |

### ビーズログ文庫
| 開始   | 作品                                                                     | 原作         | 作画         | 連載誌                                               |
| ------ | ------------------------------------------------------------------------ | ------------ | ------------ | ---------------------------------------------------- |
| 2017年 | なんちゃってシンデレラ 王宮陰謀編 異世界で、王太子妃はじめました。       | 汐邑雛       | 武村ゆみこ   | B's-LOG COMIC                                        |
| 2017年 | 悪役令嬢は隣国の王太子に溺愛される                                       | ぷにちゃん   | ほしな       | B's-LOG COMIC                                        |
| 2018年 | 転生先が少女漫画の白豚令嬢だった                                         | 桜あげは     | 花野リサ     | B's-LOG COMIC                                        |
| 2018年 | 茉莉花官吏伝 〜後宮女官、気まぐれ皇帝に見初められ〜                      | 石田リンネ   | 高瀬わか     | 月刊プリンセス                                       |
| 2018年 | 31番目のお妃様                                                           | 桃巴         | 七輝翼       | B's-LOG COMIC                                        |
| 2018年 | 異世界トリップしたその場で食べられちゃいました                           | 五十鈴スミレ | 條           | B's-LOG COMIC                                        |
| 2018年 | 勿論、慰謝料請求いたします!                                              | soy          | 無糖党       | マンガがうがう                                       |
| 2018年 | 払暁 男装魔術師と金の騎士                                                | 戌島百花     | 明野たわ     | がうがうモンスター                                   |
| 2019年 | 大神官様は婚活中                                                         | 岡達英茉     | 珠梨やすゆき | FLOSコミック（ComicWalker・ニコニコ静画 (マンガ)内） |
| 2019年 | 魔王の右腕になったので原作改悪します                                     | 木村         | じろあるば   | マンガワン                                           |
| 2019年 | 双子の姉が神子として引き取られて、私は捨てられたけど多分私が神子である。 | 池中織奈     | 雪           | 異世界コミック（カドコミ・ニコニコ静画 (マンガ)内）  |
| 2019年 | 女王の化粧師                                                             | 千花鶏       | 綾峰けう     | マンガUP!                                            |
| 2019年 | 後宮天后物語                                                             | 夕鷺かのう   | こなしあかや | プリンセス・パレス                                   |
| 2019年 | 私はご都合主義な解決担当の王女である                                     | まめちょろ   | 米田和佐     | FLOSコミック（カドコミ・ニコニコ静画 (マンガ)内）    |

### 講談社BOX
| 開始   | 作品               | 原作     | 作画     | 連載誌           |
| ------ | ------------------ | -------- | -------- | ---------------- |
| 2015年 | 掟上今日子の備忘録 | 西尾維新 | 浅見よう | 月刊少年マガジン |
| 2018年 | 化物語             | 西尾維新 | 大暮維人 | 週刊少年マガジン |

### ガガガ文庫
| 開始   | 作品                                            | 原作       | 作画           | 連載誌                   |
| ------ | ----------------------------------------------- | ---------- | -------------- | ------------------------ |
| 2015年 | 妹さえいればいい。@comic                        | 平坂読     | い〜どぅ〜     | 月刊サンデージェネックス |
| 2016年 | アイゼンフリューゲル 弾丸の歌よ龍に届いているか | 虚淵玄     | 七竈アンノ     | マンガワン               |
| 2016年 | 妹さえいればいい。外伝 妹にさえなればいい!      | 平坂読     | コバシコ       | 月刊ガンガンJOKER        |
| 2016年 | 二度めの夏、二度と会えない君                    | 赤城大空   | 源素水         | ゲッサン                 |
| 2017年 | されど罪人は竜と踊る 輪舞                       | 浅井ラボ   | ミトガワワタル | サンデーうぇぶり         |
| 2017年 | 弱キャラ友崎くん-COMIC-                         | 屋久ユウキ | 千田衛人       | 月刊ガンガンJOKER        |
| 2018年 | 月とライカと吸血姫                              | 牧野圭祐   | 掃除朋具       | コミックDAYS             |
| 2019年 | 物理的に孤立している俺の高校生活                | 森田季節   | らま           | MAGCOMI                  |
| 2019年 | 史上最強オークさんの楽しい異世界ハーレムづくり  | 月夜涙     | 月見隆士       | マンガワン               |
| 2019年 | 友人キャラは大変ですか?                         | 伊達康     | 横山コウヂ     | MAGCOMI                  |

### 一迅社文庫
| 開始   | 作品                                                     | 原作     | 作画 | 連載誌       |
| ------ | -------------------------------------------------------- | -------- | ---- | ------------ |
| 2015年 | 俺がお嬢様学校に「庶民サンプル」としてスピンオフされた件 | 七月隆文 | Sw   | 月刊ComicREX |

### 一迅社文庫アイリス
| 開始   | 作品                                                                         | 原作       | 作画         | 連載誌                                               |
| ------ | ---------------------------------------------------------------------------- | ---------- | ------------ | ---------------------------------------------------- |
| 2017年 | 乙女ゲームの破滅フラグしかない悪役令嬢に転生してしまった…                    | 山口悟     | ひだかなみ   | コミックZERO-SUM                                     |
| 2019年 | 竜騎士のお気に入り                                                           | 織川あさぎ | 蒼崎律       | コミックZERO-SUM                                     |
| 2019年 | 皇帝つき女官は花嫁として望まれ中                                             | 佐槻奏多   | 千種あかり   | ゼロサムオンライン                                   |
| 2019年 | にわか令嬢は王太子殿下の雇われ婚約者                                         | 香月航     | アズマミドリ | ゼロサムオンライン                                   |
| 2019年 | 第三王子は発光ブツにつき、直視注意!                                          | 山田桐子   | iyutani      | FLOSコミック（ComicWalker・ニコニコ静画 (マンガ)内） |
| 2019年 | お狐様の異類婚姻譚                                                           | 糸森環     | いなる       | ゼロサムオンライン                                   |
| 2019年 | 乙女ゲームの破滅フラグしかない悪役令嬢に転生してしまった…絶体絶命!破滅寸前編 | 山口悟     | nishi        | ゼロサムオンライン                                   |
| 2019年 | 引きこもり令嬢は話のわかる聖獣番                                             | 山田桐子   | 大庭そと     | ゼロサムオンライン                                   |
| 2019年 | 獣人隊長の（仮）婚約事情                                                     | 百門一新   | 春が野かおる | ゼロサムオンライン                                   |

### このライトノベルがすごい!文庫
| 開始   | 作品                                  | 原作     | 作画         | 連載誌                 |
| ------ | ------------------------------------- | -------- | ------------ | ---------------------- |
| 2016年 | 魔法少女育成計画 restart              | 遠藤浅蜊 | 海苔せんべい | 月刊コンプエース       |
| 2016年 | 魔法少女育成計画 F2P                  | 遠藤浅蜊 | 柚木涼太     | このマンガがすごい!WEB |
| 2016年 | まのわ 魔物倒す・能力奪う・私強くなる | 紫炎     | 起死快晴     | このマンガがすごい!WEB |

### レジーナブックス 翼・剣・ピンク指輪 マーク
| 開始   | 作品                                                                    | 原作         | 作画                   | 連載誌                       |
| ------ | ----------------------------------------------------------------------- | ------------ | ---------------------- | ---------------------------- |
| 2015年 | 異世界で『黒の癒し手』って呼ばれています                                | ふじま美耶   | 村上ゆいち             | アルファポリス-電網浮遊都市- |
| 2015年 | 異世界で婚活はじめました                                                | 雨宮茉莉     | 古川やま               | アルファポリス-電網浮遊都市- |
| 2015年 | 総指揮官と私の事情                                                      | 夏目みや     | 文月路亜               | アルファポリス-電網浮遊都市- |
| 2015年 | 勇者様にいきなり求婚されたのですが                                      | 富樫聖夜     | 渡辺うな               | アルファポリス-電網浮遊都市- |
| 2015年 | 転生者はチートを望まない                                                | 奈月葵       | 船津早稲               | アルファポリス-電網浮遊都市- |
| 2015年 | 赤ちゃん竜のお世話係に任命されました                                    | 草野瀬津璃   | 木虎こん               | アルファポリス-電網浮遊都市- |
| 2015年 | 詐騎士                                                                  | かいとーこ   | 麻菜摘                 | アルファポリス-電網浮遊都市- |
| 2016年 | 騎士様の使い魔                                                          | 村沢侑       | 蒔々                   | アルファポリス-電網浮遊都市- |
| 2016年 | メイドから母になりました                                                | 夕月星夜     | 月本飛鳥               | アルファポリス-電網浮遊都市- |
| 2016年 | ダィテス領攻防記                                                        | 牧原のどか   | 狩野アユミ             | アルファポリス-電網浮遊都市- |
| 2016年 | 異世界の本屋さんへようこそ!                                             | 安芸とわこ   | オミクニ               | アルファポリス-電網浮遊都市- |
| 2017年 | 魔王失格!                                                               | 羽鳥紘       | 世鳥アスカ             | アルファポリス-電網浮遊都市- |
| 2017年 | 好感度が上がらない                                                      | かなん       | 文月路亜               | アルファポリス-電網浮遊都市- |
| 2017年 | 側妃志願!                                                               | 雪永真希     | 不二原理夏             | アルファポリス-電網浮遊都市- |
| 2017年 | 王立辺境警備隊にがお絵屋へようこそ!                                     | 小津カヲル   | 朝丘サキ               | アルファポリス-電網浮遊都市- |
| 2017年 | 蔦王                                                                    | くるひなた   | 栗原蒼依               | アルファポリス-電網浮遊都市- |
| 2017年 | 王妃様は逃亡中                                                          | 遊森謡子     | 冨月一乃               | アルファポリス-電網浮遊都市- |
| 2017年 | おとぎ話は終わらない                                                    | 灯乃         | 小野寺晴               | アルファポリス-電網浮遊都市- |
| 2017年 | 軽い気持ちで替え玉になったらとんでもない夫がついてきた。                | 奏多悠香     | 園太デイ               | アルファポリス-電網浮遊都市- |
| 2017年 | 就職したら異世界に派遣されました。                                      | 天都しずる   | 上原誠                 | アルファポリス-電網浮遊都市- |
| 2017年 | 今度こそ幸せになります!                                                 | 斎木リコ     | 藤丸豆ノ介             | アルファポリス-電網浮遊都市- |
| 2017年 | 異世界で失敗しない100の方法                                             | 青蔵千草     | 秋野キサラ             | アルファポリス-電網浮遊都市- |
| 2017年 | 賢者の失敗                                                              | 小声奏       | 佐野まさき・わたなべ京 | アルファポリス-電網浮遊都市- |
| 2018年 | 美食の聖女様                                                            | 山梨ネコ     | 世鳥アスカ             | アルファポリス-電網浮遊都市- |
| 2018年 | 自称悪役令嬢な婚約者の観察記録。                                        | しき         | 蓮見ナツメ             | アルファポリス-電網浮遊都市- |
| 2018年 | 国王陛下の大迷惑な求婚                                                  | 市尾彩佳     | 文月路亜               | アルファポリス-電網浮遊都市- |
| 2018年 | 薬草園で喫茶店を開きます!                                               | 江本マシメサ | 園太デイ               | アルファポリス-電網浮遊都市- |
| 2018年 | 異世界で幼女化したので養女になったり書記官になったりします              | 瀬尾優梨     | 鳴希りお               | アルファポリス-電網浮遊都市- |
| 2018年 | 異界の姫巫女はパティシエール                                            | まりの       | あずやちとせ           | アルファポリス-電網浮遊都市- |
| 2018年 | 訳あり悪役令嬢は、婚約破棄後の人生を自由に生きる                        | 卯月みつび   | 冨月一乃               | アルファポリス-電網浮遊都市- |
| 2018年 | 今回の人生はメイドらしい                                                | 雨宮茉莉     | オミクニ               | アルファポリス-電網浮遊都市- |
| 2019年 | 訳あり魔導士は静かに暮らしたい                                          | 榎木ユウ     | 上原誠                 | アルファポリス-電網浮遊都市- |
| 2019年 | Eランクの薬師                                                           | 雪兎ざっく   | 鳴海マイカ             | アルファポリス-電網浮遊都市- |
| 2019年 | 私がアンデッド城でコックになった理由                                    | 山石コウ     | 五月紅葉               | アルファポリス-電網浮遊都市- |
| 2019年 | 令嬢はまったりをご所望。                                                | 三月べに     | 梶山ミカ               | アルファポリス-電網浮遊都市- |
| 2019年 | 最後にひとつだけお願いしてもよろしいでしょうか                          | 鳳ナナ       | ほおのきソラ           | アルファポリス-電網浮遊都市- |
| 2019年 | 私は悪役令嬢なんかじゃないっ!! 闇使いだからって必ずしも悪役だと思うなよ | 音無砂月     | 不二原理夏             | アルファポリス-電網浮遊都市- |
| 2019年 | 転生前から狙われてますっ!!                                              | 一花カナウ   | 氷堂れん               | アルファポリス-電網浮遊都市- |
| 2019年 | 猫の手でもよろしければ                                                  | 遊森謡子     | 一花ハナ               | アルファポリス-電網浮遊都市- |
| 2019年 | 転生令嬢は庶民の味に飢えている                                          | 柚木原みやこ | 住吉文子               | アルファポリス-電網浮遊都市- |
| 2019年 | 悪役令嬢になりました。                                                  | 黒田悠月     | 甲羅まる               | アルファポリス-電網浮遊都市- |
| 2019年 | 追放された最強聖女は、街でスローライフを送りたい!                       | やしろ慧     | オミクニ               | アルファポリス-電網浮遊都市- |

### エンターブレイン（単行本）
| 開始   | 作品                                                                             | 原作         | 作画                                 | 連載誌                                                               |
| ------ | -------------------------------------------------------------------------------- | ------------ | ------------------------------------ | -------------------------------------------------------------------- |
| 2015年 | ログ・ホライズン カナミ、ゴー! イースト!                                         | 橙乃ままれ   | コウ                                 | B's-LOG COMIC                                                        |
| 2016年 | 幼女戦記                                                                         | カルロ・ゼン | 東條チカ                             | 月刊コンプエース                                                     |
| 2016年 | 辺境の老騎士 バルド・ローエン                                                    | 支援BIS      | 菊石森生                             | ヤンマガWeb                                                          |
| 2017年 | オーバーロード 不死者のOh!                                                       | 丸山くがね   | じゅうあみ                           | 月刊コンプエース                                                     |
| 2017年 | LV999の村人                                                                      | 星月子猫     | 岩元健一                             | 月刊コンプエース                                                     |
| 2017年 | 誰にでもできる影から助ける魔王討伐                                               | 槻影         | 貴島煉瓦                             | 異世界コミック（カドコミ内）・ComicWalker（ニコニコ静画 (マンガ)内） |
| 2017年 | 異世界転生に感謝を                                                               | 古河正次     | 二戸謙介                             | 月刊コンプエース                                                     |
| 2017年 | 生き残り錬金術師は街で静かに暮らしたい                                           | のの原兎太   | 溝口ぐる                             | B's-LOG COMIC                                                        |
| 2017年 | 異世界のんびり農家                                                               | 内藤騎之介   | 剣康之                               | 月刊ドラゴンエイジ                                                   |
| 2017年 | 幼女戦記食堂                                                                     | カルロ・ゼン | 京一                                 | 月刊コンプエース                                                     |
| 2018年 | シャバの「普通」は難しい                                                         | 中村颯希     | ばたこ                               | 月刊コンプエース                                                     |
| 2018年 | 陰の実力者になりたくて!                                                          | 逢沢大介     | 坂野杏梨                             | 月刊コンプエース                                                     |
| 2018年 | 破滅の魔導王とゴーレムの蛮妃                                                     | 北下路来名   | いのうえひなこ                       | 月刊コンプエース                                                     |
| 2019年 | 狼は眠らない                                                                     | 支援BIS      | 新川権兵衛・かかし朝浩（ネーム構成） | ヤングエースUP                                                       |
| 2019年 | 魔王の器                                                                         | 月野文人     | 鈴木魚                               | 月刊コンプエース                                                     |
| 2019年 | 勇者様のお師匠様                                                                 | 三丘洋       | ゼファー                             | コミックヴァルキリーWeb版                                            |
| 2019年 | 陰の実力者になりたくて! しゃどーがいでん                                         | 逢沢大介     | 瀬田U                                | 月刊コンプエース                                                     |
| 2019年 | 婚約破棄から始まる悪役令嬢の監獄スローライフ                                     | 山崎響       | 平未夜                               | 月刊コンプエース                                                     |
| 2019年 | 転生したら乙女ゲーの世界? いえ、魔術を極めるのに忙しいのでそういうのは結構です。 | 櫻井三丸     | 坂巻あきむ                           | FLOSコミック（カドコミ・ニコニコ静画 (マンガ)内）                    |
| 2019年 | 村づくりゲームのNPCが生身の人間としか思えない                                    | 昼熊         | 森田和彦                             | ヤングエースUP                                                       |
| 2019年 | 薬師の伯爵令嬢は伝説の仔竜に愛される                                             | みずつき     | Luna.M                               | B's-LOG COMIC                                                        |

### 星海社FICTIONS
| 開始   | 作品                                            | 原作     | 作画       | 連載誌           |
| ------ | ----------------------------------------------- | -------- | ---------- | ---------------- |
| 2017年 | マージナル・オペレーション前史 遙か凍土のカナン | 芝村裕吏 | 橋本晴一   | サイコミ         |
| 2019年 | 転生!太宰治 転生して、すみません                | 佐藤友哉 | 須賀今日助 | コミックZERO-SUM |

### KAエスマ文庫
| 開始   | 作品                        | 原作         | 作画       | 連載誌     |
| ------ | --------------------------- | ------------ | ---------- | ---------- |
| 2015年 | ハイ☆スピード! コミカライズ | おおじこうじ | 手代木史織 | 描き下ろし |

### TOブックス（単行本）
| 開始   | 作品                                                                                      | 原作             | 作画                                     | 連載誌                                       |
| ------ | ----------------------------------------------------------------------------------------- | ---------------- | ---------------------------------------- | -------------------------------------------- |
| 2015年 | 本好きの下剋上                                                                            | 香月美夜         | 鈴華                                     | comicコロナ（ニコニコ静画 (マンガ)内）       |
| 2016年 | 魔術士オーフェンはぐれ旅 我が呼び声に応えよ獣                                             | 秋田禎信         | 連・小沢パンダ（脚本）                   | コミッククリア                               |
| 2017年 | 魔術士オーフェンはぐれ旅 我が命にしたがえ機械                                             | 秋田禎信         | 連・小沢パンダ（脚本）                   | コミッククリア                               |
| 2017年 | おかしな転生 〜最強パティシエ異世界降臨〜                                                 | 古流望           | 飯田せりこ・富沢みどり（脚本）           | コロナEX                                     |
| 2017年 | 魔術士オーフェンはぐれ旅 プレ編                                                           | 秋田禎信         | 雀葵蘭                                   | comicコロナ（ニコニコ静画 (マンガ)内）       |
| 2018年 | 魔術士オーフェンはぐれ旅 我が胸で眠れ亡霊                                                 | 秋田禎信         | 連                                       | コミッククリア                               |
| 2018年 | 本好きの下剋上【第三部】                                                                  | 香月美夜         | 波野涼                                   | コロナEX                                     |
| 2018年 | 異世界召喚されたが強制送還された俺は仕方なくやせることにした。                            | しぐれあめ       | 幾夜大黒堂                               | WEBコミックガンマぷらす                      |
| 2018年 | 異世界で孤児院を開いたけど、なぜか誰一人巣立とうとしない件                                | 初枝れんげ       | 有池智実                                 | WEBコミックガンマぷらす                      |
| 2018年 | 神童セフィリアの下剋上プログラム                                                          | 足高たかみ       | 唐辛子ひでゆ                             | WEBコミックガンマぷらす                      |
| 2018年 | 魔術士オーフェン 無謀編                                                                   | 秋田禎信         | 矢上裕                                   | comicコロナ（ニコニコ静画 (マンガ)内）       |
| 2018年 | VRMMOでサモナー始めました                                                                 | テトメト         | 藤島真ノ介                               | WEBコミックガンマぷらす                      |
| 2018年 | 本好きの下剋上【第二部】                                                                  | 香月美夜         | 鈴華                                     | コロナEX                                     |
| 2018年 | 捨てられ勇者は帰宅中                                                                      | ななめ44°        | 菊野郎                                   | comicコロナ（ニコニコ静画 (マンガ)内）       |
| 2018年 | 淡海乃海 水面が揺れる時                                                                   | イスラーフィール | もとむらえり                             | コロナEX                                     |
| 2018年 | 穏やか貴族の休暇のすすめ。@COMIC                                                          | 岬               | 百地・8KEY（構成）・孫之手ランプ（構成） | コロナEX                                     |
| 2018年 | 出来損ないと呼ばれた元英雄は、実家から追放されたので好き勝手に生きることにした@comic      | 紅月シン         | 烏間ル                                   | コロナ・コミックス（ピッコマ配信）・コロナEX |
| 2019年 | 無人島でエルフと共同生活@COMIC                                                            | わんた           | ちわ小太郎                               | コロナEX                                     |
| 2019年 | 継続は魔力なり 〜ハズレ魔法で異世界無双〜                                                 | リッキー         | 鶴山ミト                                 | コロナEX                                     |
| 2019年 | 最強の吸血姫は妹が欲しいっ!                                                               | 緋色の雨         | カイシンシ                               | WEBコミックガンマぷらす                      |
| 2019年 | 餓死転生 〜奴隷少年は魔物を喰らって覚醒す!〜                                              | 池崎数也         | 麻日隆                                   | comicコロナ（ニコニコ静画 (マンガ)内）       |
| 2019年 | 新しいゲーム始めました。@COMIC                                                            | じゃがバター     | 塩部縁                                   | コロナEX                                     |
| 2019年 | フェンリル母さんとあったかご飯@COMIC                                                      | はらくろ         | 佐藤夕子                                 | comicコロナ（ニコニコ静画 (マンガ)内）       |
| 2019年 | 願わくばこの手に幸福を                                                                    | ショーン田中     | メイジ                                   | 月刊コンプエース                             |
| 2019年 | リワールド・フロンティア@COMIC                                                            | 国広仙戯         | 荒木佑輔                                 | comicコロナ（ニコニコ静画 (マンガ)内）       |
| 2019年 | 聖女様を甘やかしたい! ただし勇者、お前はダメだ                                            | 戸津秋太         | kanco                                    | 月刊コンプエース                             |
| 2019年 | ティアムーン帝国物語～断頭台から始まる、姫の転生逆転ストーリー～@COMIC                    | 餅月望           | 杜乃ミズ                                 | コロナ・コミックス（ピッコマ配信）・コロナEX |
| 2019年 | 白魔法師は支援職ではありません ※支援もできて、本で殴る攻撃職です@COMIC                    | マグム           | 影崎由那                                 | comicコロナ（ニコニコ静画 (マンガ)内）       |
| 2019年 | 元貴族令嬢で未婚の母ですが、娘たちが可愛すぎて冒険者業も苦になりません@COMIC              | 大小判           | 緋賀ゆかり                               | コロナEX                                     |
| 2019年 | レムシータ・ブレイブス・オンライン ～スローライフに憧れる俺のままならないVR冒険記～@COMIC | 右薙光介         | 森名尚・そよき（構成）                   | comicコロナ（ニコニコ静画 (マンガ)内）       |
| 2019年 | 忌み子と呼ばれた召喚士@COMIC                                                              | 緑黄色野菜       | コイシ                                   | コロナ・コミックス（ピッコマ配信）・コロナEX |

### 講談社ラノベ文庫
| 開始   | 作品                                                      | 原作           | 作画         | 連載誌                                      |
| ------ | --------------------------------------------------------- | -------------- | ------------ | ------------------------------------------- |
| 2015年 | 新しい彼女がフラグをおられたら                            | 竹井10日       | 凪庵         | 水曜日のシリウス（ニコニコ静画 (マンガ)内） |
| 2015年 | アルティメット・アンチヒーロー                            | 海空りく       | うおぬまゆう | 水曜日のシリウス（ニコニコ静画 (マンガ)内） |
| 2015年 | 異世界魔王と召喚少女の奴隷魔術                            | むらさきゆきや | 福田直叶     | 水曜日のシリウス（ニコニコ静画 (マンガ)内） |
| 2016年 | 異世界支配のスキルテイカー 〜ゼロから始める奴隷ハーレム〜 | 柑橘ゆすら     | 笠原巴       | 水曜日のシリウス（ニコニコ静画 (マンガ)内） |
| 2018年 | やりすぎた魔神殲滅者の七大罪遊戯                          | 上栖綴人       | カメノヒロ弥 | 水曜日のシリウス（ニコニコ静画 (マンガ)内） |
| 2019年 | こいつらの正体が女だと俺だけが知っている                  | 猫又ぬこ       | NEO草野      | 水曜日のシリウス（ニコニコ静画 (マンガ)内） |
| 2019年 | 魔法使い黎明期                                            | 虎走かける     | タツヲ       | 月刊少年シリウス                            |

### ヒーロー文庫
| 開始   | 作品                                                                               | 原作     | 作画                         | 連載誌                   |
| ------ | ---------------------------------------------------------------------------------- | -------- | ---------------------------- | ------------------------ |
| 2016年 | ナイツ&マジック                                                                    | 天酒之瓢 | 加藤拓弐                     | ヤングガンガン           |
| 2016年 | 異世界食堂                                                                         | 犬塚惇平 | 九月タカアキ                 | ヤングガンガン           |
| 2016年 | 異世界チート魔術師                                                                 | 内田健   | 鈴羅木かりん                 | 月刊少年エース           |
| 2017年 | 理想のヒモ生活                                                                     | 渡辺恒彦 | 日月ネコ                     | ヤングエース             |
| 2017年 | 異世界迷宮でハーレムを                                                             | 蘇我捨恥 | 氷樹一世                     | 月刊少年エース           |
| 2017年 | 薬屋のひとりごと                                                                   | 日向夏   | ねこクラゲ・七緒一綺（構成） | 月刊ビッグガンガン       |
| 2017年 | 薬屋のひとりごと 猫猫の後宮謎解き手帳                                              | 日向夏   | 倉田三ノ路                   | 月刊サンデージェネックス |
| 2017年 | ネクストライフ                                                                     | 相野仁   | 市倉とかげ                   | 月刊少年エース           |
| 2018年 | 異世界落語                                                                         | 朱雀新吾 | ゴツボ×リュウジ              | ヤングエースUP           |
| 2018年 | それゆけ!異世界チート魔術師                                                        | 内田健   | 川村拓                       | 月刊少年エース           |
| 2019年 | 最強タンクの迷宮攻略〜体力9999のレアスキル持ちタンク、勇者パーティーを追放される〜 | 木嶋隆太 | 如月命                       | マンガUP!                |

### フリーダムノベル
| 開始   | 作品     | 原作     | 作画       | 連載誌                                                 |
| ------ | -------- | -------- | ---------- | ------------------------------------------------------ |
| 2018年 | 黒の魔王 | 菱影代理 | 的場りょう | ComicWalker・異世界コミック（ニコニコ静画 (マンガ)内） |

### オーバーラップ文庫
| 開始   | 作品                                                                                           | 原作       | 作画                           | 連載誌                    |
| ------ | ---------------------------------------------------------------------------------------------- | ---------- | ------------------------------ | ------------------------- |
| 2015年 | 灰と幻想のグリムガル                                                                           | 十文字青   | 奥橋睦                         | 月刊ガンガンJOKER         |
| 2015年 | IS 〈インフィニット・ストラトス〉 ブラック・バニー/ホワイト・ビター                            | 弓弦イズル | びび                           | オーバーラップComicONLINE |
| 2015年 | Occultic;Nine -オカルティック・ナイン-                                                         | 志倉千代丸 | 銃爺・花林ソラ（構成）         | good!アフタヌーン         |
| 2016年 | ワールド・ティーチャー -異世界式教育エージェント-                                              | ネコ光一   | 吉乃そら                       | コミックガルド＋          |
| 2016年 | ありふれた職業で世界最強                                                                       | 白米良     | RoGa                           | コミックガルド＋          |
| 2016年 | 異世界魔法は遅れてる!                                                                          | 樋辻臥命   | COMTA                          | コミックガルド＋          |
| 2017年 | 現実主義勇者の王国再建記                                                                       | どぜう丸   | 上田悟司                       | コミックガルド＋          |
| 2017年 | ありふれた日常で世界最強                                                                       | 白米良     | 森みさき                       | コミックガルド＋          |
| 2017年 | 最果てのパラディン                                                                             | 柳野かなた | 奥橋睦                         | コミックガルド＋          |
| 2018年 | 黒の召喚士                                                                                     | 迷井豆腐   | 天羽銀                         | コミックガルド＋          |
| 2018年 | ありふれた職業で世界最強 零                                                                    | 白米良     | 神地あたる                     | コミックガルド＋          |
| 2018年 | 暗殺者である俺のステータスが勇者よりも明らかに強いのだが                                       | 赤井まつり | 合鴨ひろゆき                   | コミックガルド＋          |
| 2018年 | 絶対に働きたくないダンジョンマスターが惰眠をむさぼるまで                                       | 鬼影スパナ | 七六                           | コミックガルド＋          |
| 2018年 | 外れスキル【地図化】を手にした少年は最強パーティーとダンジョンに挑む                           | 鴨野うどん | SAVAN                          | コミックガルド            |
| 2019年 | ひとりぼっちの異世界攻略                                                                       | 五示正司   | びび                           | コミックガルド＋          |
| 2019年 | 冒険に、ついてこないでお母さん! 超過保護な最強ドラゴンに育てられた息子、母親同伴で冒険者になる | 茨木野     | 四志丸                         | マンガUP!                 |
| 2019年 | 異世界帰りのおっさんは父性スキルでファザコン娘達をトロトロに                                   | 高橋弘     | 蘿蔔なずな                     | 月刊コミック電撃大王      |
| 2019年 | 異世界保育園を開きました 〜父性スキルで最強ロリ精霊たちはデレデレです〜                        | 友橋かめつ | Nokko                          | コミックガルド            |
| 2019年 | 異世界迷宮の最深部を目指そう                                                                   | 割内タリサ | 左藤圭右                       | コミックガルド＋          |
| 2019年 | ハズレ枠の【状態異常スキル】で最強になった俺がすべてを蹂躙するまで                             | 篠崎芳     | 鵜吉しょう・内々けやき（構成） | コミックガルド＋          |
| 2019年 | 死神に育てられた少女は漆黒の剣を胸に抱く                                                       | 彩峰舞人   | 松風水蓮                       | 月刊コミック電撃大王      |
| 2019年 | 暴食妃の剣                                                                                     | 猫子       | もちろんさん                   | コミックガルド＋          |
| 2019年 | 王女殿下はお怒りのようです                                                                     | 八ツ橋皓   | 四つ葉ねこ                     | コミックガルド＋          |
| 2019年 | 黒鉄の魔法使い                                                                                 | 迷井豆腐   | もくふう                       | 月刊コンプエース          |

### アリアンローズ
| 開始   | 作品                                                                                        | 原作         | 作画         | 連載誌                                               |
| ------ | ------------------------------------------------------------------------------------------- | ------------ | ------------ | ---------------------------------------------------- |
| 2017年 | 隅でいいです。構わないでくださいよ。                                                        | まこ         | 丹野いち子   | FLOSコミック（ComicWalker・ニコニコ静画 (マンガ)内） |
| 2017年 | ドロップ!! 〜香りの令嬢物語〜                                                               | 紫水ゆきこ   | 夕木有       | FLOSコミック（ComicWalker・ニコニコ静画 (マンガ)内） |
| 2017年 | 復讐を誓った白猫は竜王の膝の上で惰眠をむさぼる                                              | クレハ       | あき         | FLOSコミック（カドコミ・ニコニコ静画 (マンガ)内）    |
| 2017年 | 魔導師は平凡を望む                                                                          | 広瀬煉       | 太平洋海     | アリアンローズコミックス（電子貸本Renta!配信）       |
| 2017年 | 誰かこの状況を説明してください! 〜契約から始まるウェディング〜                              | 徒然花       | 木野咲カズラ | アリアンローズコミックス（電子貸本Renta!配信）       |
| 2018年 | ヤンデレ系乙女ゲーの世界に転生してしまったようです                                          | 花木もみじ   | 雪狸         | アリアンローズコミックス（電子貸本Renta!配信）       |
| 2018年 | 転生王女は今日も旗を叩き折る                                                                | ビス         | 玉岡かがり   | アリアンローズコミックス（ebookjapan配信）           |
| 2018年 | 悪役令嬢の取り巻きやめようと思います                                                        | 星窓ぽんきち | 不二原理夏   | アリアンローズコミックス（電子貸本Renta!配信）       |
| 2018年 | 悪役令嬢後宮物語                                                                            | 涼風         | 晴十ナツメグ | アリアンローズコミックス（各電子書籍配信ストア配信） |
| 2018年 | 聖女になるので二度目の人生は勝手にさせてもらいます 〜王太子は、前世で私を振った恋人でした〜 | 新山サホ     | 小々森鵺     | FLOSコミック（カドコミ・ニコニコ静画 (マンガ)内）    |
| 2019年 | 観賞対象から告白されました。                                                                | 沙川蜃       | 夜愁とーや   | アリアンローズコミックス（電子貸本Renta!配信）       |
| 2019年 | 転生しまして、現在は侍女でございます。                                                      | 玉響なつめ   | 田中ててて   | アリアンローズコミックス（コミックシーモア配信）     |
| 2019年 | 魔法世界の受付嬢になりたいです                                                              | まこ         | よね         | B's-LOG COMIC                                        |
| 2019年 | 平和的ダンジョン生活。                                                                      | 広瀬煉       | 睦月伶依     | アリアンローズコミックス（電子貸本Renta!配信）       |
| 2019年 | 起きたら20年後なんですけど! 〜悪役令嬢のその後のその後〜                                    | 遠野九重     | おの秋人     | アリアンローズコミックス（コミックシーモア配信）     |
| 2019年 | お前みたいなヒロインがいてたまるか!                                                         | 白猫         | 青葉         | B's-LOG COMIC                                        |
| 2019年 | 異世界でのんびり癒し手はじめます 〜毒にも薬にもならないから転生したお話〜                   | カヤ         | 名尾生博     | FLOSコミック（カドコミ・ニコニコ静画 (マンガ)内）    |
| 2019年 | 妖精印の薬屋さん                                                                            | 藤野         | 志坂瑛人     | FLOSコミック（カドコミ・ニコニコ静画 (マンガ)内）    |

### MFブックス
| 開始   | 作品                                                                | 原作           | 作画                                                  | 連載誌                                                                         |
| ------ | ------------------------------------------------------------------- | -------------- | ----------------------------------------------------- | ------------------------------------------------------------------------------ |
| 2015年 | 八男って、それはないでしょう!                                       | Y.A            | 楠本弘樹                                              | 異世界コミック（カドコミ・ニコニコ静画 (マンガ)内）                            |
| 2016年 | フェアリーテイル・クロニクル 〜空気読まない異世界4コマ〜            | 埴輪星人       | 出水洋平                                              | ComicWalker・異世界コミック（ニコニコ静画 (マンガ)内）                         |
| 2016年 | 異世界薬局                                                          | 高山理図       | 高野聖                                                | 異世界コミック（カドコミ・ニコニコ静画 (マンガ)内）                            |
| 2017年 | 治癒魔法の間違った使い方 〜戦場を駆ける回復要員〜                   | くろかた       | 九我山レキ                                            | 月刊コンプエース                                                               |
| 2017年 | 甘く優しい世界で生きるには                                          | 深木           | 航島カズト                                            | ComicWalker・異世界コミック（ニコニコ静画 (マンガ)内）                         |
| 2017年 | 駆除人                                                              | 花黒子         | 浅川圭司                                              | 月刊コンプエース                                                               |
| 2017年 | マギクラフト・マイスター                                            | 秋ぎつね       | 吉舎和幸                                              | 異世界コミック（カドコミ・ニコニコ静画 (マンガ)内）                            |
| 2017年 | 槍の勇者のやり直し                                                  | アネコユサギ   | にぃと                                                | ComicWalker・異世界コミック（ニコニコ静画 (マンガ)内）                         |
| 2017年 | ニートだけどハロワにいったら異世界につれてかれた                    | 桂かすが       | 高野いつき                                            | コミックヴァルキリーWeb版                                                      |
| 2017年 | 無職転生 〜ロキシーだって本気です〜                                 | 理不尽な孫の手 | 石見翔子                                              | ComicWalker・異世界コミック（ニコニコ静画 (マンガ)内）                         |
| 2018年 | アラフォー賢者の異世界生活日記                                      | 寿安清         | 888・西野リュウ（ネーム構成）、岡崎純平（ネーム構成） | 異世界コミック（カドコミ内）・ComicWalker（ニコニコ静画 (マンガ)内）           |
| 2018年 | 魔法?そんなことより筋肉だ!                                          | どらねこ       | 小野寺浩二                                            | ComicWalker・異世界コミック（ニコニコ静画 (マンガ)内）                         |
| 2018年 | 二度目の勇者は復讐の道を嗤い歩む                                    | 木塚ネロ       | 四方屋やも                                            | コミックフラッパー（ComicWalker内）・異世界コミック（ニコニコ静画 (マンガ)内） |
| 2018年 | 田舎のホームセンター男の自由な異世界生活                            | うさぴょん     | 古来歩                                                | 月刊少年エース                                                                 |
| 2018年 | 盾の勇者のとある一日                                                | アネコユサギ   | 赤樫                                                  | コミック電撃だいおうじ                                                         |
| 2018年 | アラフォー賢者の異世界生活日記〜気ままな異世界教師ライフ〜          | 寿安清         | 招来・西野リュウ（構成）                              | マンガUP!                                                                      |
| 2018年 | 無職転生 〜4コマになっても本気だす〜                                | 理不尽な孫の手 | 野際かえで                                            | コミック電撃だいおうじ                                                         |
| 2019年 | 召喚された賢者は異世界を往く 〜最強なのは不要在庫のアイテムでした〜 | 夜州           | 小林こー                                              | 異世界コミック（カドコミ・ニコニコ静画 (マンガ)内）                            |
| 2019年 | 完全回避ヒーラーの軌跡                                              | ぷにちゃん     | 倭ヒナ                                                | 異世界コミック（カドコミ・ニコニコ静画 (マンガ)内）                            |
| 2019年 | 魔導具師ダリヤはうつむかない 〜Dahliya Wilts No More〜              | 甘岸久弥       | 住川惠                                                | MAGCOMI                                                                        |
| 2019年 | 魔導具師ダリヤはうつむかない 〜今日から自由な職人ライフ〜           | 甘岸久弥       | 釜田                                                  | 月刊コンプエース                                                               |
| 2019年 | 商人勇者は異世界を牛耳る! 〜栽培スキルでなんでも増やしちゃいます〜  | 十一屋翠       | 相模映                                                | MAGCOMI                                                                        |
| 2019年 | 錬金術師です。自重はゴミ箱に捨ててきました。                        | 夏月涼         | 徒楽耀・黒田ぺすと（構成）                            | マンガUP!                                                                      |
| 2019年 | 盾の勇者のおしながき                                                | アネコユサギ   | 赤野天道                                              | ComicWalker（ComicWalker・ニコニコ静画 (マンガ)内）                            |
| 2019年 | スローライフがしたい大賢者、娘を拾う。                              | 空野進         | ムラ黒江                                              | MAGCOMI                                                                        |
| 2019年 | 人間不信の冒険者たちが世界を救うようです                            | 富士伸太       | 川上真樹                                              | ComicWalker（ComicWalker・ニコニコ静画 (マンガ)内）                            |
| 2019年 | 八男って、それはないでしょう! 〜はじまりの物語〜                    | Y.A            | ばにら棒                                              | ComicWalker（ComicWalker・ニコニコ静画 (マンガ)内）                            |

### ぽにきゃんBOOKS
| 開始   | 作品                     | 原作           | 作画       | 連載誌                                              |
| ------ | ------------------------ | -------------- | ---------- | --------------------------------------------------- |
| 2017年 | 美女と賢者と魔人の剣     | 片遊佐牽太     | モティカ   | コミックヴァルキリーWeb版                           |
| 2018年 | 神さまSHOPでチートの香り | 佐々木さざめき | 金田正太郎 | comicブースト                                       |
| 2018年 | 日本国召喚               | みのろう       | 高野千春   | 異世界コミック（カドコミ・ニコニコ静画 (マンガ)内） |
| 2019年 | 帰ってきた元勇者         | ニシ           | なるさわ景 | マンガボックス                                      |

### FUJIMI SHOBO NOVELS
| 開始   | 作品       | 原作     | 作画       | 連載誌             |
| ------ | ---------- | -------- | ---------- | ------------------ |
| 2015年 | レジェンド | 神無月紅 | たかの雅治 | 月刊ドラゴンエイジ |

### GCノベルズ
| 開始   | 作品                                                                                         | 原作                 | 作画           | 連載誌                                                               |
| ------ | -------------------------------------------------------------------------------------------- | -------------------- | -------------- | -------------------------------------------------------------------- |
| 2015年 | 転生したらスライムだった件                                                                   | 伏瀬                 | 川上泰樹       | 月刊少年シリウス                                                     |
| 2016年 | 転生したらスライムだった件 〜魔物の国の歩き方〜                                              | 伏瀬                 | 岡霧硝         | コミックライド                                                       |
| 2016年 | 賢者の弟子を名乗る賢者                                                                       | りゅうせんひろつぐ   | すえみつぢっか | コミックライド                                                       |
| 2016年 | 田中〜年齢イコール彼女いない歴の魔法使い〜The Comic                                          | ぶんころり           | 刻田門大       | コミックライド                                                       |
| 2016年 | 転生したら剣でした                                                                           | 棚架ユウ             | 丸山朝ヲ       | comicブースト                                                        |
| 2017年 | 村人ですが何か?                                                                              | 白石新               | 鯖夢           | 月刊ドラゴンエイジ                                                   |
| 2017年 | 聖者無双〜サラリーマン、異世界で生き残るために歩む道〜                                       | ブロッコリーライオン | 秋風緋色       | 水曜日のシリウス（ニコニコ静画 (マンガ)内）                          |
| 2017年 | エノク第二部隊の遠征ごはん                                                                   | 江本マシメサ         | 福原蓮士       | ドラドラしゃーぷ＃（ニコニコ静画 (マンガ)内）                        |
| 2017年 | 異世界に来たみたいだけど如何すれば良いのだろう                                               | 舞                   | 森ゆきなつ     | comicブースト                                                        |
| 2018年 | どうやら私の身体は完全無敵のようですね                                                       | ちゃつふさ           | さばねこ       | ドラドラふらっと♭（ニコニコ静画 (マンガ)・カドコミ内）               |
| 2018年 | 暴食のベルセルク 〜俺だけレベルという概念を突破する〜                                        | 一色一凛             | 滝乃大祐       | コミックライド                                                       |
| 2018年 | 元最強の剣士は、異世界魔法に憧れる                                                           | 紅月シン             | 天乃ちはる     | コミックライド                                                       |
| 2018年 | せっかくチートを貰って異世界に転移したんだから、好きなように生きてみたい                     | ムンムン             | ブッチャーU    | コミックライドアドバンス                                             |
| 2018年 | Sランクモンスターの《ベヒーモス》だけど、猫と間違われてエルフ娘の騎士として暮らしてます      | 銀翼のぞみ           | 東雲太郎       | ヤングアニマル                                                       |
| 2018年 | ガチャを回して仲間を増やす 最強の美少女軍団を作り上げろ                                      | ちんくるり           | 晴野しゅー     | コミックライド                                                       |
| 2018年 | 転スラ日記 転生したらスライムだった件                                                        | 伏瀬                 | 柴             | 月刊少年シリウス                                                     |
| 2018年 | 転生しても社畜だった件                                                                       | 伏瀬                 | 明地雫         | 水曜日のシリウス（ニコニコ静画 (マンガ)内）                          |
| 2018年 | 乙女ゲー世界はモブに厳しい世界です                                                           | 三嶋与夢             | 潮里潤         | 月刊ドラゴンエイジ                                                   |
| 2018年 | 出遅れテイマーのその日暮らし                                                                 | 棚架ユウ             | タチバナ       | 異世界コミック（カドコミ・ニコニコ静画 (マンガ)内）                  |
| 2018年 | 「お前ごときが魔王に勝てると思うな」と勇者パーティを追放されたので、王都で気ままに暮らしたい | kiki                 | 南方純         | コミックライド                                                       |
| 2019年 | 転ちゅら! 転生したらスライムだった件                                                         | 伏瀬                 | 茶々           | 月刊少年シリウス                                                     |
| 2019年 | 復讐完遂者の人生二周目異世界譚                                                               | 御鷹穂積             | サイトウミチ   | コミックライド                                                       |
| 2019年 | 転生したら島耕作だった件                                                                     | 伏瀬・弘兼憲史       | 川上泰樹       | イブニング                                                           |
| 2019年 | 転生したらスライムだった件 異聞 〜魔国暮らしのトリニティ〜                                   | 伏瀬                 | 戸野タエ       | 水曜日のシリウス（ニコニコ静画 (マンガ)内）                          |
| 2019年 | 勇者の代わりに魔王討伐したら手柄を横取りされました                                           | 赤丈聖               | 君塚祥         | ComicWalker（ComicWalker・ニコニコ静画 (マンガ)内）                  |
| 2019年 | 嘆きの亡霊は引退したい 〜最弱ハンターによる最強パーティ育成術〜                              | 槻影                 | 蛇野らい       | 異世界コミック（カドコミ内）・ComicWalker（ニコニコ静画 (マンガ)内） |
| 2019年 | アイヲンモール異世界店、本日グランドオープン!                                                | 坂東太郎             | ほづみりや     | コミックライド                                                       |
| 2019年 | 田中のアトリエ 〜年齢＝彼女いない歴の魔法使い〜                                              | ぶんころり           | 折月なおやす   | マンガボックス                                                       |
| 2019年 | 酷幻想をアイテムチートで生き抜く                                                             | 風来山               | 宇行日和       | コミックライドアドバンス                                             |

### モンスター文庫
| 開始   | 作品                                                                     | 原作         | 作画                       | 連載誌                                                 |
| ------ | ------------------------------------------------------------------------ | ------------ | -------------------------- | ------------------------------------------------------ |
| 2016年 | 宝くじで40億当たったんだけど異世界に移住する                             | すずの木くろ | 今井ムジイ                 | 異世界コミック（カドコミ・ニコニコ静画 (マンガ)内）    |
| 2016年 | 物理さんで無双してたらモテモテになりました                               | kt60         | えんど                     | ComicWalker・異世界コミック（ニコニコ静画 (マンガ)内） |
| 2017年 | 進化の実〜知らないうちに勝ち組人生〜                                     | 美紅         | そらの                     | マンガがうがう                                         |
| 2017年 | 神眼の勇者                                                               | ファースト   | 白瀬岬                     | マンガがうがう                                         |
| 2017年 | サキュバスに転生したのでミルクをしぼります                               | 木野裕喜     | 雪月佳                     | がうがうモンスター                                     |
| 2017年 | 魔王様、リトライ!、魔王様、リトライ!R（連載中のタイトル変更）            | 神埼黒音     | 身ノ丈あまる               | マンガがうがう                                         |
| 2017年 | ギルドのチートな受付嬢                                                   | 夏にコタツ   | 八月明久                   | マンガがうがう                                         |
| 2017年 | 必勝ダンジョン運営方法                                                   | 雪だるま     | 山猫スズメ、松波留美       | マンガがうがう                                         |
| 2017年 | モンスターのご主人様                                                     | 日暮眠都     | 咲良宗一郎                 | マンガがうがう                                         |
| 2017年 | クラスが異世界召喚されたなか俺だけ残ったんですが                         | サザンテラス | 上田キク                   | comicブースト                                          |
| 2018年 | アラフォー社畜のゴーレムマスター                                         | 高見梁川     | 水無月十八                 | マンガがうがう                                         |
| 2018年 | 農民関連のスキルばっか上げてたら何故か強くなった。                       | しょぼんぬ   | 樽戸アキ                   | マンガがうがう                                         |
| 2018年 | 異世界召喚は二度目です                                                   | 岸本和葉     | 嵐山                       | マンガがうがう                                         |
| 2018年 | 異世界の迷宮都市で治癒魔法使いやってます                                 | 幼馴じみ     | 二世                       | マンガがうがう                                         |
| 2018年 | 結界師への転生                                                           | 片岡直太郎   | 装一                       | comicブースト                                          |
| 2018年 | チート魔術で運命をねじ伏せる                                             | 月夜涙       | 舵真秀斗・衣鳩久哉（脚色） | モバMAN                                                |
| 2019年 | 魔王軍最強の魔術師は人間だった                                           | 羽田遼亮     | アナジロ                   | マンガがうがう                                         |
| 2019年 | 再臨勇者の復讐譚                                                         | 羽咲うさぎ   | 仁藤楓                     | マンガがうがう                                         |
| 2019年 | ぼっち転生記                                                             | ファースト   | 伊藤いーと                 | WEBコミックガンマぷらす                                |
| 2019年 | 規格外れの英雄に育てられた、常識外れの魔法剣士                           | kt60         | 雪月佳                     | マンガがうがう                                         |
| 2019年 | 神スキル【呼吸】するだけでレベルアップする僕は、神々のダンジョンへ挑む。 | 妹尾尻尾     | ぶたばら                   | マンガがうがう                                         |
| 2019年 | 帰還した勇者の後日譚                                                     | 月夜乃古狸   | 音埜クルミ                 | 月刊Gファンタジー                                      |
| 2019年 | 転職の神殿を開きました                                                   | 土鍋         | 吉沢はたろう               | マンガがうがう                                         |

### 宝島社（単行本）
| 開始   | 作品 | 原作         | 作画               | 連載誌                                                 |
| ------ | --- | ------------ | ------------------ | ------------------------------------------------------ |
| 2015年 | 異世界居酒屋「のぶ」 | 蝉川夏哉     | ヴァージニア二等兵 | ヤングエース                                           |
| 2015年 | 異世界居酒屋「のぶ」 しのぶと大将の古都ごはん」 | 蝉川夏哉     | くるり             | このマンガがすごい!WEB                                 |
| 2016年 | 異世界駅舎の喫茶店 | Swind        | 神名ゆゆ           | ComicWalker・異世界コミック（ニコニコ静画 (マンガ)内） |
| 2017年 | 転生して田舎でスローライフをおくりたい | 錬金王       | 小杉繭             | このマンガがすごい!WEB                                 |
| 2017年 | 巻き込まれて異世界転移する奴は、大抵チート | 海東方舟     | 上月まんまる       | このマンガがすごい!WEB                                 |
| 2017年 | 猫と竜 | アマラ       | 佐々木泉           | このマンガがすごい!WEB                                 |
| 2017年 | 異世界居酒屋「のぶ」 〜エーファとまかないおやつ〜 | 蝉川夏哉     | ノブヨシ侍         | このマンガがすごい!WEB                                 |
| 2018年 | 異世界居酒屋「げん」 | 蝉川夏哉     | 碓井ツカサ         | このマンガがすごい!WEB                                 |
| 2018年 | 北欧貴族と猛禽妻の雪国狩り暮らし | 江本マシメサ | 白樺鹿夜           | PASH UP!                                               |
| 2018年 | 俺んちに来た女騎士と田舎暮らしすることになった件 | 裂田         | 秋乃かかし         | マンガボックス                                         |
| 2018年 | 戦慄の魔術師と五帝獣 | 戸津秋太     | 日野入緒           | LINEマンガ                                             |
| 2019年 | 生活魔術師達、ダンジョンに挑む、生活魔術師達、海底神殿に挑む、生活魔術師達、天空城に挑む、生活魔術師達、世界樹に挑む、生活魔術師達、大聖堂に挑む（単行本化の際のエピソードごとのタイトル変更） | 丘野境界     | 川上ちまき         | LINEマンガ                                             |
| 2019年 | 異世界堂のミア お持ち帰りは亜人メイドですか? | 天那光汰     | いつき楼           | コミクリ!                                              |
| 2019年 | 再召喚された勇者は一般人として生きていく? | かたなかじ   | 濱﨑真代           | LINEマンガ                                             |

### ダッシュエックス文庫
| 開始   | 作品                                                                                               | 原作               | 作画                                         | 連載誌                                                              |
| ------ | -------------------------------------------------------------------------------------------------- | ------------------ | -------------------------------------------- | ------------------------------------------------------------------- |
| 2015年 | 英雄教室―炎の女帝―                                                                                 | 新木伸             | 水口鷹志                                     | ウルトラジャンプ                                                    |
| 2016年 | 英雄教室                                                                                           | 新木伸             | 岸田こあら                                   | 月刊少年ガンガン                                                    |
| 2017年 | 英雄教室 -ガールズミッション-                                                                      | 新木伸             | 満月シオン                                   | ガンガンONLINE                                                      |
| 2017年 | 自重しない元勇者の強くて楽しいニューゲーム                                                         | 新木伸             | ていやん                                     | 水曜日はまったりダッシュエックスコミック（ニコニコ静画 (マンガ)内） |
| 2017年 | メルヘン・メドヘン                                                                                 | 松智洋・StoryWorks | 山縣清継・中村尚儁（コンテ構成）             | ジャンプスクエア                                                    |
| 2017年 | 若者の黒魔法離れが深刻ですが、就職してみたら待遇いいし、社長も使い魔もかわいくて最高です!          | 森田季節           | 出水高軌                                     | マンガUP!                                                           |
| 2017年 | 異世界Cマート繁盛記                                                                                | 新木伸             | あるや                                       | 水曜日はまったりダッシュエックスコミック（ニコニコ静画 (マンガ)内） |
| 2018年 | ハイスペックだよ! イオナちゃん                                                                     | 新木伸             | 星野蒼一朗                                   | 水曜日はまったりダッシュエックスコミック（ニコニコ静画 (マンガ)内） |
| 2018年 | モンスター娘のお医者さん                                                                           | 折口良乃           | 鉄巻とーます                                 | COMICリュウWEB                                                      |
| 2018年 | ユリシーズ ジャンヌ・ダルクと百年戦争のひみつ                                                      | 春日みかげ         | 神馬耶樹・ひらふみ・平田黒丸（シナリオ協力） | 水曜日はまったりダッシュエックスコミック（ニコニコ静画 (マンガ)内） |
| 2018年 | 俺の家が魔力スポットだった件 〜住んでいるだけで世界最強〜                                          | あまうい白一       | chippi・おおみね（コンテ）                   | 水曜日はまったりダッシュエックスコミック（ニコニコ静画 (マンガ)内） |
| 2018年 | 努力しすぎた世界最強の武闘家は、魔法世界を余裕で生き抜く。                                         | わんこそば         | ながつきまさ美                               | 水曜日はまったりダッシュエックスコミック（ニコニコ静画 (マンガ)内） |
| 2018年 | 最強の種族が人間だった件                                                                           | 柑橘ゆすら         | 音乃夏・猫箱ようたろ（コンテ）               | 水曜日はまったりダッシュエックスコミック（ニコニコ静画 (マンガ)内） |
| 2018年 | 貴方がわたしを好きになる自信はありませんが、わたしが貴方を好きになる自信はあります                 | 鈴木大輔           | らげ                                         | 水曜日はまったりダッシュエックスコミック（ニコニコ静画 (マンガ)内） |
| 2018年 | 劣等眼の転生魔術師 〜虐げられた元勇者は未来の世界を余裕で生き抜く〜                                | 柑橘ゆすら         | 峠比呂・猫箱ようたろ（コンテ）               | 水曜日はまったりダッシュエックスコミック（ニコニコ静画 (マンガ)内） |
| 2018年 | はてな☆イリュージョン                                                                              | 松智洋             | 江戸屋ぽち                                   | 水曜日はまったりダッシュエックスコミック（ニコニコ静画 (マンガ)内） |
| 2018年 | 遊び人は賢者に転職できるって知ってました? 〜勇者パーティを追放されたLv99道化師、【大賢者】になる〜 | 妹尾尻尾           | 柚木ゆの                                     | 水曜日はまったりダッシュエックスコミック（ニコニコ静画 (マンガ)内） |
| 2018年 | セーブ&ロードのできる宿屋さん 〜カンスト転生者が宿屋で新人育成を始めたようです〜                   | 稲荷竜             | 竹内じゅんや                                 | 水曜日はまったりダッシュエックスコミック（ニコニコ静画 (マンガ)内） |
| 2019年 | 善人おっさん、生まれ変わったらSSSランク人生が確定した                                              | 三木なずな         | ゆづましろ                                   | 水曜日はまったりダッシュエックスコミック（ニコニコ静画 (マンガ)内） |
| 2019年 | 俺はまだ、本気を出していない                                                                       | 三木なずな         | リキタケ                                     | マンガUP!                                                           |
| 2019年 | 史上最強の魔法剣士、Fランク冒険者に転生する 〜剣聖と魔帝、2つの前世を持った男の英雄譚〜            | 柑橘ゆすら         | 亀山大河                                     | 水曜日はまったりダッシュエックスコミック（ニコニコ静画 (マンガ)内） |
| 2019年 | 草食系なサキュバスだけど、えっちなレッスンしてくれますか?                                          | 午後12時の男       | 守見アイ                                     | 水曜日はまったりダッシュエックスコミック（ニコニコ静画 (マンガ)内） |
| 2019年 | 異世界に来た僕は器用貧乏で素早さ頼りな旅をする                                                     | 紙風船             | こちも・雀村アオ（コンテ）                   | 水曜日はまったりダッシュエックスコミック（ニコニコ静画 (マンガ)内） |

### HJノベルス
| 開始   | 作品                                                                | 原作         | 作画                                 | 連載誌                                                 |
| ------ | ------------------------------------------------------------------- | ------------ | ------------------------------------ | ------------------------------------------------------ |
| 2016年 | 二度目の人生を異世界で                                              | まいん       | 安房さとる                           | ComicWalker・異世界コミック（ニコニコ静画 (マンガ)内） |
| 2016年 | うちの娘の為ならば、俺はもしかしたら魔王も倒せるかもしれない。      | CHIROLU      | ほた。                               | ComicWalker・異世界コミック（ニコニコ静画 (マンガ)内） |
| 2016年 | ウォルテニア戦記                                                    | 保利亮太     | 八木ゆかり・アラヰフミ（構成・演出） | コミックファイア                                       |
| 2016年 | 異世界はスマートフォンとともに。                                    | 冬原パトラ   | そと                                 | 月刊コンプエース                                       |
| 2017年 | シロクマ転生 森の守護神になったぞ伝説                               | 三島千廣     | 草野ほうき                           | ComicWalker・異世界コミック（ニコニコ静画 (マンガ)内） |
| 2017年 | 異世界料理道                                                        | EDA          | こちも                               | コミックファイア                                       |
| 2017年 | 神達に拾われた男                                                    | Roy          | 蘭々                                 | マンガUP!                                              |
| 2018年 | 食い詰め傭兵の幻想奇譚                                              | まいん       | 池宮アレア                           | コミックファイア                                       |
| 2018年 | 衝撃は防御しつつ返すのが当然です-転生令嬢の身を守る異世界ライフ術-  | TO〜KU       | 水玉                                 | comicブースト                                          |
| 2018年 | 槍使いと、黒猫。                                                    | 健康         | たくま朋正                           | コミックファイア                                       |
| 2018年 | タナカの異世界成り上がり                                            | ぐり         | 菊野郎                               | WEBコミックガンマぷらす                                |
| 2018年 | 日本へようこそエルフさん。                                          | まきしま鈴木 | 青乃下                               | コミックファイア                                       |
| 2019年 | 魔法女子学園の助っ人教師                                            | 東導号       | 藤本桜                               | 月刊Gファンタジー                                      |
| 2019年 | 魔眼と弾丸を使って異世界をぶち抜く!                                 | かたなかじ   | 瀬菜モナコ                           | コミックファイア                                       |
| 2019年 | 呼び出された殺戮者                                                  | 井戸正善     | 都誠                                 | ComicWalker・異世界コミック（ニコニコ静画 (マンガ)内） |
| 2019年 | どうでもいいから帰らせてくれ                                        | 灰猫陽路     | ひらく椥                             | FLOSコミック（ComicWalker・ニコニコ静画 (マンガ)内）   |
| 2019年 | 孤児院テイマー                                                      | 安藤正樹     | 倉崎もろこ                           | コミックファイア                                       |
| 2019年 | TOKYO異世界不動産                                                   | すずきあきら | おおのいも                           | コミックファイア                                       |
| 2019年 | 我にチートを 〜ハズレチートの召喚勇者は異世界でゆっくり暮らしたい〜 | 温泉卵       | 山田モジ美                           | どこでもヤングチャンピオン                             |
| 2019年 | 王国へ続く道 奴隷剣士の成り上がり英雄譚                             | 湯水快       | 伊藤寿規                             | COMIC Hu（カドコミ・ニコニコ静画 (マンガ)内）          |
| 2019年 | 新米オッサン冒険者、最強パーティに死ぬほど鍛えられて無敵になる。    | 岸馬きらく   | 荻野ケン                             | コミックファイア                                       |

### アース・スターノベル
| 開始   | 作品                                                                                                   | 原作           | 作画       | 連載誌                  |
| ------ | --- | -------------- | ---------- | ----------------------- |
| 2016年 | 人狼への転生、魔王の副官 始動編                                                                        | 漂月           | 寺田イサザ | コミック アース・スター |
| 2016年 | 私、能力は平均値でって言ったよね!                                                                      | FUNA           | ねこみんと | コミック アース・スター |
| 2016年 | 人狼への転生、魔王の副官 はじまりの章                                                                  | 漂月           | 瑚澄遊智   | コミック アース・スター |
| 2017年 | その者。のちに… 〜フツーの男、最強の道を往く。〜                                                       | ナハァト       | 彩乃浦助   | コミック アース・スター |
| 2017年 | 悠久の愚者アズリーの、賢者のすゝめ -と、ポチの大冒険-                                                  | 壱弐参         | 荒木風羽   | コミック アース・スター |
| 2017年 | 転生吸血鬼さんはお昼寝がしたい 〜Please take care of me.〜                                             | ちょきんぎょ。 | 咲良       | コミック アース・スター |
| 2017年 | 戦国小町苦労譚                                                                                         | 夾竹桃         | 沢田一     | コミック アース・スター |
| 2017年 | 野生のラスボスが現れた! 黒翼の覇王                                                                     | 炎頭           | 葉月翼     | コミック アース・スター |
| 2017年 | 転生したらドラゴンの卵だった 〜イバラのドラゴンロード〜                                                | 猫子           | RIO        | コミック アース・スター |
| 2018年 | 即死チートが最強すぎて、異世界のやつらがまるで相手にならないんですが。-ΑΩ-                             | 藤孝剛志       | 納都花丸   | コミック アース・スター |
| 2018年 | 冒険者になりたいと都に出て行った娘がＳランクになってた 黒髪の戦乙女                                    | 門司柿家       | 漆原玖     | コミック アース・スター |
| 2018年 | 最強呪族転生 〜魔術オタクの理想郷〜                                                                    | 猫子           | 志之村旭   | コミック アース・スター |
| 2018年 | その者。のちに… 〜気がついたらS級最強!? 勇者ワズの大冒険〜                                             | ナハァト       | 成家慎一郎 | コミック アース・スター |
| 2018年 | 無職の英雄 別にスキルなんか要らなかったんだが -才能ゼロの成り上がり-                                   | 九頭七尾       | 名苗秋緒   | コミック アース・スター |
| 2018年 | 俺のメガネはたぶん世界征服できると思う。                                                               | 南野海風       | 草壁レイ   | コミック アース・スター |
| 2018年 | 領民0人スタートの辺境領主様 〜青のディアスと蒼角の乙女〜                                               | 風楼           | ユンボ     | コミック アース・スター |
| 2019年 | 敵性最強種が俺にイチャラブしたがるお義母さんになったんですが?!                                         | 中文字         | TSUNE      | モバMAN                 |
| 2019年 | 二度転生した少年はSランク冒険者として平穏に過ごす 〜前世が賢者で英雄だったボクは来世では地味に生きる〜 | 十一屋翠       | イケシタ   | マンガUP!               |
| 2019年 | 私、日常は平均値でって言ったよね!                                                                      | FUNA           | 森貴夕貴   | コミック アース・スター |
| 2019年 | 最強パーティーの雑用係 〜おっさんは、無理やり休暇を取らされたようです〜                                | peco           | 佐藤貴文   | コミック アース・スター |
| 2019年 | 【急募】捨てられてたドラゴン拾った【飼い方】                                                           | アッサムてー   | 木虎こん   | コミック アース・スター |
| 2019年 | 戦鬼と呼ばれた男、王家に暗殺されたら娘を拾い、一緒にスローライフをはじめる innocent days               | ハーーナ殿下   | 田野かかし | コミック アース・スター |
| 2019年 | 転生した大聖女は、聖女であることをひた隠す A Tale of The Great Saint                                   | 十夜           | 青辺マヒト | コミック アース・スター |

### Mノベルス
| 開始   | 作品                                                                                  | 原作           | 作画                               | 連載誌                |
| ------ | ------------------------------------------------------------------------------------- | -------------- | ---------------------------------- | --------------------- |
| 2017年 | 村人転生 最強のスローライフ                                                           | タカハシあん   | イチソウヨウ                       | マンガがうがう        |
| 2017年 | 異世界でもふもふなでなでするためにがんばってます。                                    | 向日葵         | 高上優里子                         | マンガがうがう        |
| 2018年 | 冒険家になろう! 〜スキルボードでダンジョン攻略〜                                      | 萩鵜アキ       | 栗山廉士                           | マンガがうがう        |
| 2018年 | クラスごと集団転移しましたが、一番強い俺は最弱の商人に偽装中です。                    | かわち乃梵天丸 | 荒井空真                           | マンガがうがう        |
| 2018年 | ハーシェリク 転生王子の英雄譚                                                         | 楠のびる       | 北国良人                           | WEBコミックアクション |
| 2019年 | 姉上。スカートをまくって股を開いて見せてくれませんか?                                 | サクチル       | かりね。                           | マンガがうがう        |
| 2019年 | エリィ・ゴールデンと悪戯な転換 ブスでデブでもイケメンエリート                         | 四葉夕卜       | タパ松                             | マンガがうがう        |
| 2019年 | 冒険者をクビになったので、錬金術師として出直します! 〜辺境開拓? よし、俺に任せとけ!〜 | 佐々木さざめき | 紺野賢護、おだやか・獅子唐（構成） | マンガUP!             |
| 2019年 | 古竜なら素手で倒せますけど、これって常識じゃないんですか?                             | 羽田遼亮       | ウメハナ                           | マンガがうがう        |
| 2019年 | そのおっさん、異世界で二周目プレイを満喫中                                            | 月夜涙         | 橘白兎                             | マンガがうがう        |
| 2019年 | 転生! 竹中半兵衛 マイナー武将に転生した仲間たちと戦国乱世を生き抜く                   | 青山有         | カズミヤアキラ                     | マンガがうがう        |
| 2019年 | 異世界チート開拓記                                                                    | ファースト     | 中村モリス                         | マンガがうがう        |
| 2019年 | ダンジョン＋ハーレム＋マスター                                                        | 三島千廣       | 長次郎                             | マンガがうがう        |
| 2019年 | 箱庭の薬術師 神様に愛され女子の異世界生活                                             | ぷにちゃん     | ふじもとまめ                       | マンガがうがう        |

### PASH!ブックス
| 開始   | 作品 | 原作         | 作画       | 連載誌            |
| ------ | --- | ------------ | ---------- | ----------------- |
| 2018年 | くまクマ熊ベアー | くまなの     | せるげい   | コミックPASH! neo |
| 2018年 | 神統記 | 谷舞司       | 青山俊介   | コミックPASH! neo |
| 2018年 | 地味な剣聖はそれでも最強です                                                                                        | 明石六郎     | あっぺ     | コミックPASH! neo |
| 2018年 | オッサン(36)がアイドルになる話                                                                                      | もちだもちこ | 木野イチカ | PASH UP!          |
| 2019年 | クズ異能【温度を変える者】の俺が無双するまで                                                                        | 鍋敷         | 彩藤なお   | コミックPASH!     |
| 2019年 | 異世界転生…されてねぇ!                                                                                              | タンサン     | 航島カズト | コミックPASH! neo |
| 2019年 | 悪役令嬢、時々本気、のち聖女。                                                                                      | もり         | 武浦すぐる | PASH UP!          |
| 2019年 | 気ままに東京サバイブ。 もしも日本が魔物だらけで、レベルアップとハクスラ要素があって、サバイバル生活まで楽しめたら。 | まきしま鈴木 | ARATA      | PASH UP!          |
| 2019年 | 項羽と劉邦、あと田中                                                                                                | 古寺谷雉     | 亜希乃千紗 | PASH UP!          |

### ビーズログ文庫アリス
| 開始   | 作品                   | 原作     | 作画       | 連載誌                             |
| ------ | ---------------------- | -------- | ---------- | ---------------------------------- |
| 2017年 | 腐男子先生!!!!!        | 瀧ことは | 結城あみの | ジーンピクシブ（pixivコミック内）  |
| 2019年 | 腐女子な妹ですみません | 九重木春 | トモエキコ | ビーズログCHEEK（pixivコミック内） |

### オーバーラップノベルス
| 開始   | 作品                                                                                | 原作         | 作画             | 連載誌           |
| ------ | ----------------------------------------------------------------------------------- | ------------ | ---------------- | ---------------- |
| 2017年 | 骸骨騎士様、只今異世界へお出掛け中                                                  | 秤猿鬼       | サワノアキラ     | コミックガルド＋ |
| 2017年 | とんでもスキルで異世界放浪メシ                                                      | 江口連       | 赤岸K            | コミックガルド＋ |
| 2017年 | 望まぬ不死の冒険者                                                                  | 丘野優       | 中曽根ハイジ     | コミックガルド＋ |
| 2018年 | 境界迷宮と異界の魔術師                                                              | 小野崎えいじ | ばう             | コミックガルド＋ |
| 2018年 | スライム転生。大賢者が養女エルフに抱きしめられてます                                | 月夜涙       | わらびもちきなこ | 月刊少年ガンガン |
| 2018年 | 帰宅途中で嫁と娘ができたんだけど、ドラゴンだった。                                  | 不確定ワオン | 天野こひつじ     | comicブースト    |
| 2018年 | 奴隷商人しか選択肢がないですよ? 〜ハーレム? なにそれおいしいの?〜                   | カラユミ     | ごまし           | comicブースト    |
| 2018年 | とんでもスキルで異世界放浪メシ スイの大冒険                                         | 江口連       | 双葉もも         | コミックガルド＋ |
| 2018年 | 異世界で土地を買って農場を作ろう                                                    | 岡沢六十四   | 細雪純           | comicブースト    |
| 2019年 | Lv2からチートだった元勇者候補のまったり異世界ライフ                                 | 鬼ノ城ミヤ   | 糸町秋音         | コミックガルド＋ |
| 2019年 | 天空の城をもらったので異世界で楽しく遊びたい                                        | 井上みつる   | Matsuki          | 月刊コンプエース |
| 2019年 | 異世界でスローライフを（願望）                                                      | シゲ         | 長頼             | コミックガルド＋ |
| 2019年 | 追放者食堂へようこそ! 〜最強パーティーを追放された料理人は、冒険者食堂を開きます!〜 | 君川優樹     | つむみ           | コミックガルド＋ |

### サーガフォレスト
| 開始   | 作品                                                                                | 原作             | 作画                           | 連載誌                                                 |
| ------ | ----------------------------------------------------------------------------------- | ---------------- | ------------------------------ | ------------------------------------------------------ |
| 2018年 | 平凡なる皇帝                                                                        | 三国司           | めぎむら                       | ヤングエースUP                                         |
| 2018年 | 転生貴族の異世界冒険録〜自重を知らない神々の使徒〜                                  | 夜州             | nini                           | 月刊コミックガーデン                                   |
| 2018年 | 四度目は嫌な死属性魔術師                                                            | デンスケ         | 児嶋建洋                       | 異世界コミック（カドコミ・ニコニコ静画 (マンガ)内）    |
| 2018年 | レジェンド・オブ・イシュリーン                                                      | 木根楽           | 和泉遙希                       | ComicWalker・異世界コミック（ニコニコ静画 (マンガ)内） |
| 2018年 | 千のスキルを持つ男 異世界で召喚獣はじめました!                                      | 長野文三郎       | しぶや大根                     | コミックポルカ                                         |
| 2019年 | フロンティアダイアリー 〜元貴族の異世界辺境生活日記                                 | 鬼ノ城ミヤ       | 阿部花次郎                     | ComicWalker（ComicWalker・ニコニコ静画 (マンガ)内）    |
| 2019年 | 異世界でも無難に生きたい症候群                                                      | 安泰             | 笹峰コウ                       | MAGCOMI                                                |
| 2019年 | 魔物を従える"帝印"を持つ転生賢者 〜かつての魔法と従魔でひっそり最強の冒険者になる〜 | 苗原一           | DieepZee・中村基（ネーム構成） | マンガUP!                                              |
| 2019年 | ウィル様は今日も魔法で遊んでいます。                                                | 綾河ららら       | あきの実                       | コミックポルカ                                         |
| 2019年 | ガベージブレイブ 異世界に召喚され捨てられた勇者の復讐物語                           | なんじゃもんじゃ | 木梨はるか                     | MAGCOMI                                                |

### コスミック文庫α
| 開始   | 作品                     | 原作     | 作画       | 連載誌             |
| ------ | ------------------------ | -------- | ---------- | ------------------ |
| 2017年 | 神様の子守はじめました。 | 霜月りつ | 季野このき | 月刊コミックジーン |

### カドカワBOOKS
| 開始   | 作品                                                                                | 原作         | 作画           | 連載誌                                                    |
| ------ | ----------------------------------------------------------------------------------- | ------------ | -------------- | --------------------------------------------------------- |
| 2015年 | グリモワール×リバース 〜転生鬼神浪漫譚〜                                            | 藍藤遊       | ねこめたる     | 月刊コンプエース                                          |
| 2015年 | 公爵令嬢の嗜み                                                                      | 澪亜         | 梅宮スキ       | ヤングエースUP                                            |
| 2015年 | 蜘蛛ですが、なにか?                                                                 | 馬場翁       | かかし朝浩     | ヤングエースUP                                            |
| 2016年 | マヌケなFPSプレイヤーが異世界へ落ちた場合                                           | 地雷原       | 佐伯淳一       | ヤングエースUP                                            |
| 2016年 | 横浜駅SF                                                                            | 柞刈湯葉     | 新川権兵衛     | ヤングエースUP                                            |
| 2017年 | 没落予定なので、鍛冶職人を目指す                                                    | CK           | 石田彩         | 月刊ドラゴンエイジ                                        |
| 2017年 | 異世界でスキルを解体したらチートな嫁が増殖しました 概念交差のストラクチャー         | 千月さかき   | カタセミナミ   | 月刊ドラゴンエイジ                                        |
| 2017年 | 聖女の魔力は万能です                                                                | 橘由華       | 藤小豆         | FLOSコミック（カドコミ・ニコニコ静画 (マンガ)内）         |
| 2017年 | 異世界おもてなしご飯                                                                | 忍丸         | 目玉焼き       | ヤングエースUP                                            |
| 2018年 | 最強の鑑定士って誰のこと? 〜満腹ごはんで異世界生活〜                                | 港瀬つかさ   | 不二原理夏     | B's-LOG COMIC                                             |
| 2018年 | デスマーチからはじまる異世界狂想曲 Ex アリサ王女の異世界奮闘記                      | 愛七ひろ     | 瀬上あきら     | 月刊ドラゴンエイジ                                        |
| 2018年 | 聖女二人の異世界ぶらり旅                                                            | カヤ         | 文月路亜       | B's-LOG COMIC                                             |
| 2018年 | 魔法薬師が二番弟子を愛でる理由〜専属お食事係に任命されました〜                      | 逢坂なつめ   | 住吉文子       | B's-LOG COMIC                                             |
| 2018年 | 悪役令嬢は、庶民に嫁ぎたい!!                                                        | 杏亭リコ     | なびこ         | FLOSコミック（ComicWalker・ニコニコ静画 (マンガ)内）      |
| 2018年 | 世界最強の後衛 〜迷宮国の新人探索者〜                                               | とーわ       | 力蔵           | 異世界コミック（カドコミ・ニコニコ静画 (マンガ)内）       |
| 2018年 | ライブダンジョン!                                                                   | dy冷凍       | ことりりょう   | ドラドラふらっと♭（ニコニコ静画 (マンガ)・カドコミ内）    |
| 2018年 | 魔王になったので、ダンジョン造って人外娘とほのぼのする                              | 流優         | 遠野ノオト     | ドラドラふらっと♭（ニコニコ静画 (マンガ)・カドコミ内）    |
| 2018年 | 痛いのは嫌なので防御力に極振りしたいと思います。                                    | 夕蜜柑       | おいもとじろう | 月刊コンプエース                                          |
| 2018年 | 勇者、辞めます。                                                                    | クオンタム   | 風都ノリ       | ヤングエースUP                                            |
| 2018年 | スキル『台所召喚』はすごい! 〜異世界でごはん作ってポイントためます〜                | しっぽタヌキ | 紫藤むらさき   | B's-LOG COMIC                                             |
| 2018年 | 父は英雄、母は精霊、娘の私は転生者。                                                | 松浦         | 大堀ユタカ     | 月刊ビッグガンガン                                        |
| 2018年 | 狼領主のお嬢様                                                                      | 守野伊音     | 柑奈まち       | B's-LOG COMIC                                             |
| 2018年 | 世界でただ一人の魔物使い 〜転職したら魔王に間違われました〜                         | 筧千里       | 堂島ノリオ     | マンガUP!                                                 |
| 2018年 | ホームレス転生 〜異世界で自由すぎる自給自足生活〜                                   | 徳川レモン   | 久遠まこと     | 異世界コミック（カドコミ・ニコニコ静画 (マンガ)内）       |
| 2018年 | この勇者が俺TUEEEくせに慎重すぎる                                                   | 土日月       | こゆき         | 月刊ドラゴンエイジ                                        |
| 2018年 | 元・世界1位のサブキャラ育成日記 〜廃プレイヤー、異世界を攻略中!〜                   | 沢村治太郎   | 前田理想       | 月刊少年エース                                            |
| 2019年 | 大公妃候補だけど、堅実に行こうと思います                                            | 瀬尾優梨     | 渡まかな       | B's-LOG COMIC                                             |
| 2019年 | はぐれ精霊医の診察記録 〜聖女騎士団と癒やしの神業〜                                 | とーわ       | 橘由宇         | ドラドラふらっと♭（ニコニコ静画 (マンガ)・ComicWalker内） |
| 2019年 | 29歳独身は異世界で自由に生きた……かった。                                            | リュート     | オオハマイコ   | 月刊少年エース                                            |
| 2019年 | 屋根裏部屋の公爵夫人                                                                | もり         | 林マキ         | B's-LOG COMIC                                             |
| 2019年 | 妹に婚約者を譲れと言われました 最強の竜に気に入られてまさかの王国乗っ取り?          | 柏てん       | hi8mugi        | B's-LOG COMIC                                             |
| 2019年 | 【修復】スキルが万能チート化したので、武器屋でも開こうかと思います                  | 星川銀河     | 榎ゆきみ       | マンガPark                                                |
| 2019年 | 装備枠ゼロの最強剣士 でも、呪いの装備（可愛い）なら9999個つけ放題                   | 坂木持丸     | 鷹嶋大輔       | マンガUP!                                                 |
| 2019年 | 転生令嬢は冒険者を志す                                                              | 小田ヒロ     | 櫻太助         | FLOSコミック（カドコミ・ニコニコ静画 (マンガ)内）         |
| 2019年 | 王都の学園に強制連行された最強のドラゴンライダーは超が付くほど田舎者                | 八茶橋らっく | 来須眠         | ComicWalker（ComicWalker・ニコニコ静画 (マンガ)内）       |
| 2019年 | メニューをどうぞ 〜異世界レストランに転職しました〜                                 | 汐邑雛       | 黒野ユウ       | B's-LOG COMIC                                             |
| 2019年 | ツンデレ悪役令嬢リーゼロッテと実況の遠藤くんと解説の小林さん                        | 恵ノ島すず   | 逆木ルミヲ     | B's-LOG COMIC                                             |
| 2019年 | 魔石グルメ 魔物の力を食べたオレは最強!                                              | 結城涼       | 菅原健二       | ドラドラふらっと♭（ニコニコ静画 (マンガ)・カドコミ内）    |
| 2019年 | 役立たずスキルに人生を注ぎ込み25年、今さら最強の冒険譚                              | しゅうきち   | ガンテツ       | 電撃コミックレグルス（カドコミ内）                        |
| 2019年 | 外れスキル「影が薄い」を持つギルド職員が、実は伝説の暗殺者                          | ケンノジ     | 荒木風羽       | 電撃コミックレグルス（カドコミ内）                        |
| 2019年 | 私はおとなしく消え去ることにします                                                  | きりえ       | RURU           | FLOSコミック（ComicWalker・ニコニコ静画 (マンガ)内）      |
| 2019年 | 蜘蛛ですが、なにか? 蜘蛛子四姉妹の日常                                              | 馬場翁       | グラタン鳥     | ヤングエースUP                                            |
| 2019年 | 地味で目立たない私は、今日で終わりにします。                                        | 大森蜜柑     | 住吉文子       | B's-LOG COMIC                                             |
| 2019年 | ゼロスキルの料理番                                                                  | 延野正行     | 十凪高志       | ヤングエースUP                                            |
| 2019年 | 外道魔術師の憑依譚 〜最強剣士を乗っ取ったら、自分の身体を探すことになった〜         | 新嶋紀陽     | 羽鳥ぴよこ     | 月刊コミック電撃大王                                      |
| 2019年 | 腹ぺこな上司の胃をつかむ方法 〜左遷先は宮廷魔導師の専属シェフ〜                     | 佐伯さん     | 高岡ゆう       | B's-LOG COMIC                                             |
| 2019年 | 森のほとりでジャムを煮る 〜異世界ではじめる田舎暮らし〜                             | 小鳩子鈴     | 拓平           | FLOSコミック（ComicWalker・ニコニコ静画 (マンガ)内）      |
| 2019年 | お弁当売りは聖女様! 〜異世界娘のあったかレシピ〜                                    | 紫水ゆきこ   | 宮尾にゅん     | B's-LOG COMIC                                             |
| 2019年 | 大預言者は前世から逃げる 〜三周目は公爵令嬢に転生したから、バラ色ライフを送りたい〜 | 寿利真       | りんこ         | B's-LOG COMIC                                             |
| 2019年 | ど庶民の私、実は転生者でした                                                        | 吉野屋桜子   | 安芸緒         | FLOSコミック（ComicWalker・ニコニコ静画 (マンガ)内）      |
| 2019年 | 目覚めたら最強装備と宇宙船持ちだったので、一戸建て目指して傭兵として自由に生きたい  | リュート     | 松井俊壱       | 異世界コミック（カドコミ・ニコニコ静画 (マンガ)内）       |
| 2019年 | 伝説の竜装騎士は田舎で普通に暮らしたい 〜SSSランク依頼の下請け辞めます!〜           | タック       | 丸智之         | ガンガンONLINE                                            |
| 2019年 | 聖女じゃなかったので、王宮でのんびりご飯を作ることにしました                        | 神山りお     | 朝谷コトリ     | FLOSコミック（カドコミ・ニコニコ静画 (マンガ)内）         |
| 2019年 | 最速無双のB級魔法使い 一発撃たれる前に千発撃ち返す!                                 | CK           | 山浦柊         | ガンガンONLINE                                            |

### アイリスNEO
| 開始   | 作品                                                                | 原作       | 作画         | 連載誌                                               |
| ------ | ------------------------------------------------------------------- | ---------- | ------------ | ---------------------------------------------------- |
| 2017年 | 魔法使いの婚約者                                                    | 中村朱里   | かづか将来   | FLOSコミック（ComicWalker・ニコニコ静画 (マンガ)内） |
| 2018年 | 虫かぶり姫                                                          | 由唯       | 喜久田ゆい   | コミックZERO-SUM                                     |
| 2018年 | マリエル・クララックの婚約                                          | 桃春花     | アラスカぱん | コミックZERO-SUM                                     |
| 2018年 | 指輪の選んだ婚約者                                                  | 茉雪ゆえ   | 早瀬ジュン   | FLOSコミック（カドコミ・ニコニコ静画 (マンガ)内）    |
| 2018年 | 婚約者が悪役で困ってます                                            | 散茶       | みつのはち   | ゼロサムオンライン                                   |
| 2019年 | 転生してヤンデレ攻略対象キャラと主従関係になった結果                | 喜多結弦   | やぎ         | B's-LOG COMIC                                        |
| 2019年 | あなたに捧げる赤い薔薇                                              | jupiter    | 一メルカ     | B's-LOG COMIC                                        |
| 2019年 | 家政魔導士の異世界生活 〜冒険中の家政婦業承ります!〜                | 文庫妖     | おの秋人     | コミックZERO-SUM                                     |
| 2019年 | チート少女が暴君聖王に溺愛されそうですが、今は魔法に夢中なんです!!! | 夏野ちより | 笹原智映     | ゼロサムオンライン                                   |

### NOVEL 0
| 開始   | 作品                                     | 原作         | 作画       | 連載誌         |
| ------ | ---------------------------------------- | ------------ | ---------- | -------------- |
| 2017年 | 父さんな、デスゲーム運営で食っているんだ | みかみてれん | いなほ咲貴 | 月刊少年エース |

### GAノベル
| 開始   | 作品                                                                                     | 原作           | 作画                                     | 連載誌             |
| ------ | ---------------------------------------------------------------------------------------- | -------------- | ---------------------------------------- | ------------------ |
| 2017年 | 失格紋の最強賢者 〜世界最強の賢者が更に強くなるために転生しました〜                      | 進行諸島       | 肝匠・馮昊                               | マンガUP!          |
| 2017年 | スライム倒して300年、知らないうちにレベルMAXになってました                               | 森田季節       | シバユウスケ                             | ガンガンONLINE     |
| 2017年 | 剣士を目指して入学したのに魔法適性9999なんですけど!?                                     | 年中麦茶太郎   | iimAn･惟丞                               | 月刊ドラゴンエイジ |
| 2018年 | 魔王様の街づくり!〜最強のダンジョンは近代都市〜                                          | 月夜涙         | 吉川英朗                                 | コミックガルド＋   |
| 2018年 | 織田信長という謎の職業が魔法剣士よりチートだったので、王国を作ることにしました           | 森田季節       | 西梨玖                                   | マンガUP!          |
| 2018年 | 転生賢者の異世界ライフ 〜第二の職業を得て、世界最強になりました〜                        | 進行諸島       | 彭傑                                     | マンガUP!          |
| 2018年 | 天下一蹴 -今川氏真無用剣-                                                                | 蝸牛くも       | 湯野由之                                 | ヤングガンガン     |
| 2018年 | 万年Dランクの中年冒険者、酔った勢いで伝説の剣を引っこ抜く                                | 九頭七尾       | 温木アツシ                               | マンガUP!          |
| 2018年 | おっさん冒険者ケインの善行                                                               | 風来山         | 沖野真歩                                 | マンガUP!          |
| 2018年 | モンスターがあふれる世界になったので、好きに生きたいと思います                           | よっしゃあっ!  | ラルサン                                 | マンガUP!          |
| 2018年 | 魔女の旅々                                                                               | 白石定規       | 七緒一綺                                 | マンガUP!          |
| 2018年 | 冒険者ライセンスを剥奪されたおっさんだけど、愛娘ができたのでのんびり人生を謳歌する       | 斧名田マニマニ | 唯浦史・渡辺樹（構成）                   | マンガUP!          |
| 2019年 | ヒラ役人やって1500年、魔王の力で大臣にされちゃいました                                   | 森田季節       | 村上メイシ                               | ガンガンONLINE     |
| 2019年 | 最強の魔導士。ひざに矢をうけてしまったので田舎の衛兵になる                               | えぞぎんぎつね | アヤノマサキ                             | マンガUP!          |
| 2019年 | 「攻略本」を駆使する最強の魔法使い〜〈命令させろ〉とは言わせない俺流魔王討伐最善ルート〜 | 福山松江       | 舞嶋大                                   | マンガUP!          |
| 2019年 | 異世界帰りの勇者が現代最強!                                                              | 白石新         | さめだ小判                               | マンガUP!          |
| 2019年 | ここは俺に任せて先に行けと言ってから10年がたったら伝説になっていた。                     | えぞぎんぎつね | 阿倍野ちゃこ・天王寺きつね（ネーム構成） | マンガUP!          |
| 2019年 | 最強のおっさんハンター異世界へ 〜今度こそゆっくり静かに暮らしたい〜                      | 月島秀一       | 勇沢梛木                                 | マンガUP!          |
| 2019年 | ゴブリンスレイヤー外伝2 鍔鳴の太刀《ダイ・カタナ》                                       | 蝸牛くも       | 青木翔吾                                 | マンガUP!          |
| 2019年 | ゆるふわ農家の文字化けスキル 〜異世界でカタログ通販やってます〜                          | 白石新         | 綾月ツナ                                 | マンガUP!          |
| 2019年 | 異世界賢者の転生無双 〜ゲームの知識で異世界最強〜                                        | 進行諸島       | 三十三十                                 | マンガUP!          |
| 2019年 | エリスの聖杯                                                                             | 常磐くじら     | 桃山ひなせ                               | マンガUP!          |
| 2019年 | 底辺戦士、チート魔導師に転職する!                                                        | kimimaro       | タシロタクヤ                             | マンガUP!          |
| 2019年 | 貴族転生 〜恵まれた生まれから最強の力を得る〜                                            | 三木なずな     | 華嶋ひすい・栗元健太郎（構成）           | マンガUP!          |

### 幻冬舎コミックス（単行本）
| 開始   | 作品                                                                                  | 原作     | 作画       | 連載誌        |
| ------ | ------------------------------------------------------------------------------------- | -------- | ---------- | ------------- |
| 2015年 | 女騎士、経理になる。                                                                  | Rootport | 三ツ矢彰   | デンシバーズ  |
| 2018年 | 最強の黒騎士、戦闘メイドに転職しました                                                | 百門一新 | 風華チルヲ | comicブースト |
| 2018年 | 精霊達の楽園と理想の異世界生活                                                        | たむたむ | 早見みすず | comicブースト |
| 2018年 | スキルリッチ・ワールド・オンライン 〜レアというよりマイナーなスキルに振り回される僕〜 | 唖鳴蝉   | 三ツ矢彰   | comicブースト |
| 2018年 | 今度は絶対に邪魔しませんっ!                                                           | 空谷玲奈 | はるかわ陽 | comicブースト |

### マッグガーデン・ノベルズ
| 開始   | 作品                                                              | 原作       | 作画            | 連載誌                  |
| ------ | ----------------------------------------------------------------- | ---------- | --------------- | ----------------------- |
| 2018年 | ゲート・オブ・アミティリシア・オンライン ぶらり異世界食い“倒し”旅 | 翠玉鼬     | 吉祥寺笑        | WEBコミックガンマぷらす |
| 2018年 | 異世界に転生したら全裸にされた                                    | 狐谷まどか | あしもと☆よいか | WEBコミックガンマぷらす |
| 2018年 | 異世界転生の冒険者                                                | ケンイチ   | しばの番茶      | MAGCOMI                 |
| 2019年 | 異世界に転生したら聖少女にされた                                  | 狐谷まどか | へるにゃー      | MAGCOMI                 |

### モーニングスターブックス
| 開始   | 作品                                                                     | 原作     | 作画                   | 連載誌                                                 |
| ------ | ------------------------------------------------------------------------ | -------- | ---------------------- | ------------------------------------------------------ |
| 2017年 | 成長チートでなんでもできるようになったが、無職だけは辞められないようです | 時野洋輔 | 橋本良太               | 異世界コミック（カドコミ・ニコニコ静画 (マンガ)内）    |
| 2018年 | 塔の管理をしてみよう                                                     | 早秋     | 盧恩&雪笠              | 異世界コミック（カドコミ・ニコニコ静画 (マンガ)内）    |
| 2018年 | リビティウム皇国のブタクサ姫                                             | 佐崎一路 | 潮里潤                 | 各電子書籍配信ストア                                   |
| 2018年 | 勇者召喚に巻き込まれたけど、異世界は平和でした                           | 灯台     | 平安ジロー             | 月刊コンプエース                                       |
| 2018年 | シナリオ通りに退場したのに、いまさらなんの御用ですか?                    | 真弓りの | うみたまこ             | モンスターガールズ （めちゃコミック内）                |
| 2018年 | ダンジョンの魔王は最弱っ!?                                               | 日曜     | 亀吉いちこ             | ComicWalker（ComicWalker・ニコニコ静画 (マンガ)内）    |
| 2019年 | 魔剣師の魔剣による魔剣のためのハーレムライフ                             | 伏（龍） | 小島紗・そよき（構成） | WEBコミックガンマぷらす                                |
| 2019年 | ファンタジーをほとんど知らない女子高生による異世界転移生活               | コウ     | 游紗吹香               | ComicWalker・異世界コミック（ニコニコ静画 (マンガ)内） |

### レッドライジングブックス
| 開始   | 作品                                                   | 原作         | 作画      | 連載誌    |
| ------ | ------------------------------------------------------ | ------------ | --------- | --------- |
| 2017年 | 俺の現実は恋愛ゲーム??かと思ったら命がけのゲームだった | わるいおとこ | 彭傑&奈栩 | マンガUP! |

### ツギクルブックス
| 開始   | 作品                                                                          | 原作           | 作画         | 連載誌                                                              |
| ------ | ----------------------------------------------------------------------------- | -------------- | ------------ | ------------------------------------------------------------------- |
| 2017年 | 僕の部屋がダンジョンの休憩所になってしまった件                                | 東国不動       | たこやきよし | WEBコミックガンマ                                                   |
| 2018年 | おっさんのリメイク冒険日記 〜オートキャンプから始まる異世界満喫ライフ〜       | 緋色優希       | 小池えいらく | comicブースト                                                       |
| 2018年 | カット&ペーストでこの世界を生きていく                                         | 咲夜           | 加藤コウキ   | 水曜日はまったりダッシュエックスコミック（ニコニコ静画 (マンガ)内） |
| 2019年 | ハズレポーションが醤油だったので料理することにしました                        | 富士とまと     | リスノ       | マンガがうがう                                                      |
| 2019年 | アラフォー男の異世界通販生活                                                  | 朝倉一二三     | うみハル     | 月刊Gファンタジー                                                   |
| 2019年 | 僕の部屋がダンジョンの休憩所になってしまった件 放課後の異世界冒険部           | 東国不動       | 凪庵         | WEBコミックガンマぷらす                                             |
| 2019年 | その冒険者、取り扱い注意。 〜正体は無敵の下僕たちを統べる異世界最強の魔導王〜 | Sin Guilty     | 満月シオン   | 電撃萌王（カドコミ内）                                              |
| 2019年 | おきらく女魔導士の開拓記 〜メイドと始めるまったり楽々スローライフ〜           | 佐々木さざめき | 貞清カズヒコ | WEBコミックガンマぷらす                                             |
| 2019年 | もふもふを知らなかったら人生の半分は無駄にしていた                            | ひつじのはね   | 片岡とんち   | ComicWalker（ComicWalker・ニコニコ静画 (マンガ)内）                 |
| 2019年 | リオンクール戦記                                                              | 小倉ひろあき   | Nagy         | WEBコミックガンマ                                                   |

### ガガガブックス
| 開始   | 作品                                                                                 | 原作         | 作画       | 連載誌                           |
| ------ | ------------------------------------------------------------------------------------ | ------------ | ---------- | -------------------------------- |
| 2018年 | 最強職《竜騎士》から初級職《運び屋》になったのに、なぜか勇者達から頼られてます@comic | あまうい白一 | 幸路       | マンガワン                       |
| 2019年 | 魔王です。女勇者の母親と再婚したので、女勇者が義理の娘になりました。@comic           | 森田季節     | 郁橋むいこ | マンガワン                       |
| 2019年 | レイロアの司祭さま〜はぐれ司祭のコツコツ冒険譚〜@comic                               | 朧丸         | shimazaki  | マンガワン（電子貸本Renta!配信） |
| 2019年 | 100人の英雄を育てた最強預言者は、冒険者になっても世界中の弟子から慕われてます@comic  | あまうい白一 | 響眞       | マンガワン                       |
| 2019年 | 死に戻り、全てを救うために最強へと至る@comic                                         | shiryu       | 太田羊羹   | マンガワン                       |

### Kラノベブックス
| 開始   | 作品                                                                            | 原作              | 作画                       | 連載誌                                      |
| ------ | ------------------------------------------------------------------------------- | ----------------- | -------------------------- | ------------------------------------------- |
| 2017年 | ポーション頼みで生き延びます!                                                   | FUNA              | 九重ヒビキ                 | 水曜日のシリウス（ニコニコ静画 (マンガ)内） |
| 2017年 | 老後に備えて異世界で8万枚の金貨を貯めます                                       | FUNA              | モトエ恵介                 | 水曜日のシリウス（ニコニコ静画 (マンガ)内） |
| 2018年 | 俺だけ入れる隠しダンジョン 〜こっそり鍛えて世界最強〜                           | 瀬戸メグル        | 樋野友行                   | 水曜日のシリウス（ニコニコ静画 (マンガ)内） |
| 2018年 | 自称!平凡魔族の英雄ライフ 〜B級魔族なのにチートダンジョンを作ってしまった結果〜 | あまうい白一      | こねこねこ                 | 水曜日のシリウス（ニコニコ静画 (マンガ)内） |
| 2018年 | レベル1だけどユニークスキルで最強です                                           | 三木なずな        | 真綿                       | 水曜日のシリウス（ニコニコ静画 (マンガ)内） |
| 2018年 | 最強勇者はお払い箱→魔王になったらずっと俺の無双ターン                           | 澄守彩            | まさゆみ                   | マンガUP!                                   |
| 2019年 | 勇者パーティーを追放されたビーストテイマー、最強種の猫耳少女と出会う            | 深山鈴            | 茂村モト                   | マンガUP!                                   |
| 2019年 | 漆黒使いの最強勇者 仲間全員に裏切られたので最強の魔物と組みます                 | 瀬戸メグル        | 木村有里                   | マンガUP!                                   |
| 2019年 | 実は俺、最強でした?                                                             | 澄守彩            | 高橋愛                     | 水曜日のシリウス（ニコニコ静画 (マンガ)内） |
| 2019年 | どうしても破滅したくない悪役令嬢が現代兵器を手にした結果がこれです              | 第616特別情報大隊 | 園心ふつう                 | 水曜日のシリウス（ニコニコ静画 (マンガ)内） |
| 2019年 | 廃ゲーマーな妹と始めるVRMMO生活                                                 | 鈴森一            | NU                         | comicブースト                               |
| 2019年 | 解雇された暗黒兵士（30代）のスローなセカンドライフ                              | 岡沢六十四        | るれくちぇ                 | 月刊ヤングマガジン                          |
| 2019年 | よくわからないけれど異世界に転生していたようです                                | あし              | 内々けやき                 | 水曜日のシリウス（ニコニコ静画 (マンガ)内） |
| 2019年 | 美少女になったけど、ネトゲ廃人やってます。                                      | 星屑ぽんぽん      | 泉乃せん                   | 水曜日のシリウス（ニコニコ静画 (マンガ)内） |
| 2019年 | 人外姫様、始めました -Free Life Fantasy Online-                                 | 子日あきすず      | 園原アオ・割田コマ（構成） | 水曜日のシリウス（ニコニコ静画 (マンガ)内） |

### Dノベル
| 開始   | 作品                                       | 原作           | 作画                       | 連載誌                                                              |
| ------ | ------------------------------------------ | -------------- | -------------------------- | ------------------------------------------------------------------- |
| 2019年 | 復讐を希う最強勇者は、闇の力で殲滅無双する | 斧名田マニマニ | 坂本あきら・半次（コンテ） | 水曜日はまったりダッシュエックスコミック（ニコニコ静画 (マンガ)内） |

### KADOKAWA（単行本）
| 開始   | 作品                                                 | 原作       | 作画   | 連載誌                                            |
| ------ | ---------------------------------------------------- | ---------- | ------ | ------------------------------------------------- |
| 2018年 | 悪役令嬢の追放後! 教会改革ごはんで悠々シスター暮らし | 柚原テイル | 吉村旋 | FLOSコミック（カドコミ・ニコニコ静画 (マンガ)内） |

### L-エンタメ小説
| 開始   | 作品                                              | 原作       | 作画     | 連載誌                               |
| ------ | ------------------------------------------------- | ---------- | -------- | ------------------------------------ |
| 2018年 | 異世界健康食堂 〜アラサー栄養士のセカンドライフ〜 | お米ゴハン | 桂イチホ | WEBデンプレコミック（ComicWalker内） |
| 2019年 | アラフォーリーマンのシンデレラ転生                | 原田まりる | 荒木宰   | LINEマンガ                           |

### ブレイブ文庫
| 開始   | 作品                                                                                           | 原作     | 作画     | 連載誌                  |
| ------ | ---------------------------------------------------------------------------------------------- | -------- | -------- | ----------------------- |
| 2018年 | チート薬師のスローライフ〜異世界に作ろうドラッグストア〜                                       | ケンノジ | 春乃えり | WEBコミックガンマぷらす |
| 2019年 | レベル1の最強賢者 〜呪いで最下級魔法しか使えないけど、神の勘違いで無限の魔力を手に入れ最強に〜 | 木塚麻弥 | かん奈   | コミックポルカ          |

### 光文社ライトブックス
| 開始   | 作品                   | 原作   | 作画       | 連載誌             |
| ------ | ---------------------- | ------ | ---------- | ------------------ |
| 2018年 | ブサメンガチファイター | 弘松涼 | 上月ヲサム | 月刊ビッグガンガン |

### レジェンドノベルス
| 開始   | 作品                      | 原作     | 作画       | 連載誌           |
| ------ | ------------------------- | -------- | ---------- | ---------------- |
| 2019年 | JK無双 終わる世界の救い方 | 津田夕也 | 石川カノト | マガジンポケット |

### BKブックス
| 開始   | 作品                        | 原作       | 作画             | 連載誌         |
| ------ | --------------------------- | ---------- | ---------------- | -------------- |
| 2019年 | デッキひとつで異世界探訪    | 棚架ユウ   | 春夏冬工         | マンガよもんが |
| 2019年 | テイマーさんのVRMMO育成日誌 | ジャジャ丸 | うえした、藤松盟 | マンガよもんが |
| 2019年 | 転生した受付嬢のギルド日誌  | Seica      | 桝多またたび     | マンガよもんが |

### 電撃の新文芸
| 開始   | 作品                                                                        | 原作     | 作画       | 連載誌                                                 |
| ------ | --------------------------------------------------------------------------- | -------- | ---------- | ------------------------------------------------------ |
| 2019年 | リアリスト魔王による聖域なき異世界改革                                      | 羽田遼亮 | 鈴木マナツ | 電撃マオウ                                             |
| 2019年 | 竜魔神姫ヴァルアリスの敗北 〜魔界最強の姫が人類のグルメに負けるはずがない〜 | 仁木克人 | 矢澤おけ   | ComicWalker・異世界コミック（ニコニコ静画 (マンガ)内） |
| 2019年 | リビルドワールド                                                            | ナフセ   | 綾村切人   | 電撃マオウ                                             |

### ドラゴンノベルス
| 開始   | 作品                                                                     | 原作         | 作画       | 連載誌                                                 |
| ------ | ------------------------------------------------------------------------ | ------------ | ---------- | ------------------------------------------------------ |
| 2019年 | 異世界転移、地雷付き。                                                   | いつきみずほ | レルシー   | 少年エースplus（ComicWalker・ニコニコ静画 (マンガ)内） |
| 2019年 | 異邦人、ダンジョンに潜る。                                               | 麻美ヒナギ   | 星野かおる | 月刊コンプエース                                       |
| 2019年 | 極振り拒否して手探りスタート! 特化しないヒーラー、仲間と別れて旅に出る   | 刻一         | 蒼井一秀   | ドラドラふらっと♭（ニコニコ静画 (マンガ)・カドコミ内） |
| 2019年 | 某大手ダンジョンをクビになったので、実家のダンジョンを継ぎました。       | 雉子鳥幸太郎 | 天上涼太郎 | ComicWalker・異世界コミック（ニコニコ静画 (マンガ)内） |
| 2019年 | 神猫ミーちゃんと猫用品召喚師の異世界奮闘記                               | にゃんたろう | だにまる   | ComicWalker（ComicWalker・ニコニコ静画 (マンガ)内）    |
| 2019年 | ニトの怠惰な異世界症候群 〜最弱職＜ヒーラー＞なのに最強はチートですか?〜 | 蒸留ロメロ   | まえはた   | 異世界コミック（カドコミ・ニコニコ静画 (マンガ)内）    |

### Mノベルスf
| 開始   | 作品 | 原作       | 作画               | 連載誌         |
| ------ | --- | ---------- | ------------------ | -------------- |
| 2019年 | 転生先で捨てられたので、もふもふ達とお料理します 〜お飾り王妃はマイペースに最強です〜、転生先で捨てられたので、もふもふ達とお料理しますR 〜お飾り王妃はマイペースに最強です〜（連載中のタイトル変更） | 桜井悠     | もにつなのに、壬明 | マンガがうがう |
| 2019年 | 悪役令嬢に選ばれたなら、優雅に演じてみせましょう! | 柚子れもん | イタチサナ         | マンガがうがう |
| 2019年 | ヒトを勝手に参謀にするんじゃない、この覇王。 〜ゲーム世界に放り込まれたオタクの苦労〜 | 港瀬つかさ | yos                | マンガがうがう |

### 原作の未書籍化
オンライン小説として発表され、そちらは書籍化されていないが原作としてコミカライズされ、そのオンライン小説がライトノベルとして認知されているという出典がある作品。
| 開始   | 作品       | 原作     | 作画   | 連載誌         |
| ------ | ---------- | -------- | ------ | -------------- |
| 2016年 | 幻想グルメ | 天那光汰 | おつじ | ガンガンONLINE |